# Longueau
Pour l’article ayant un titre homophone, voir Longo.
Longueau est une commune française située dans le département de la Somme en région Hauts-de-France.

## Géographie

### Localisation
Longueau est limitrophe d'Amiens.

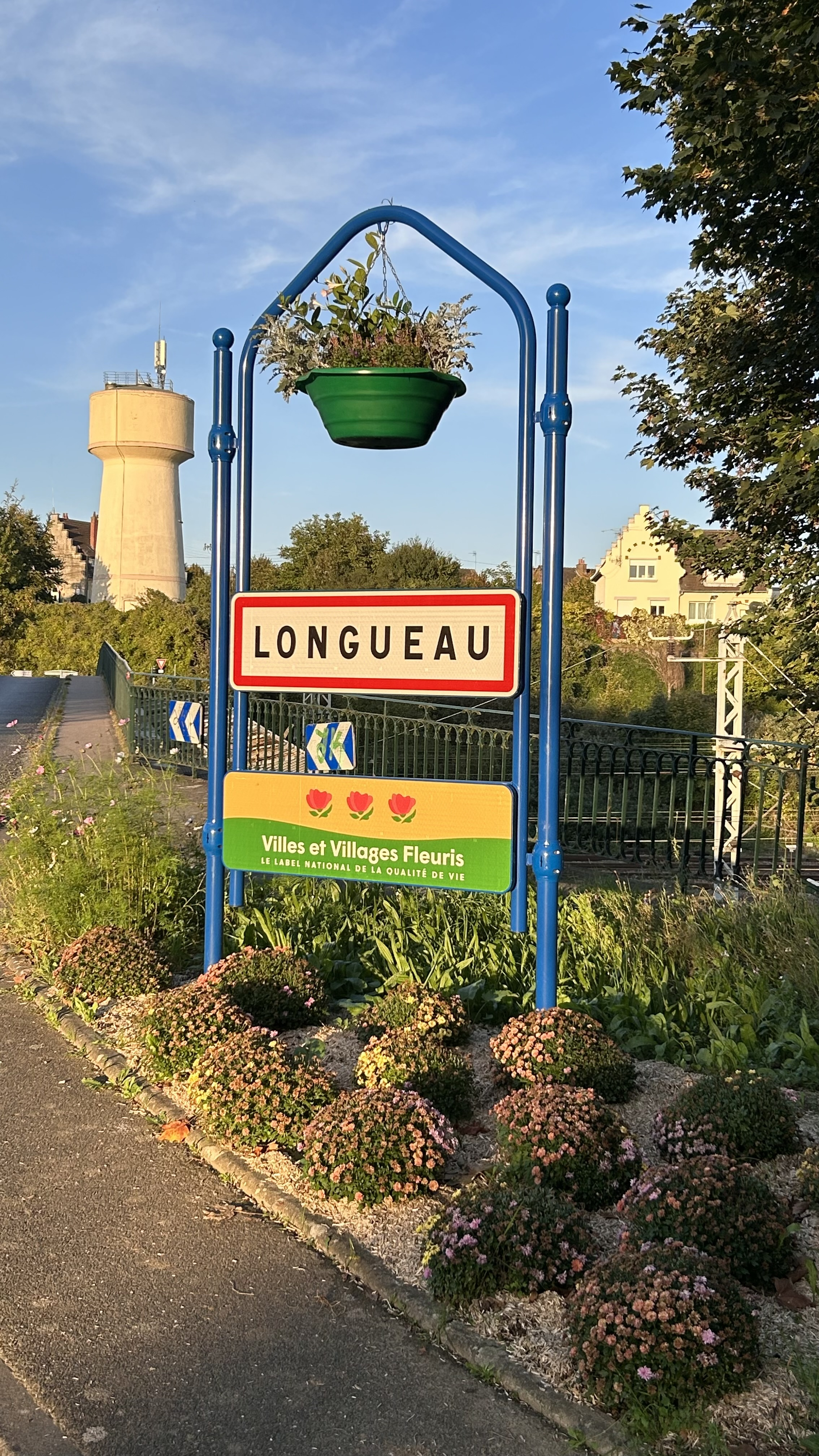
Entrée de la commune, en venant de Cagny.

Grâce à l'étoile ferroviaire construite par la Compagnie des chemins de fer du Nord en 1846, Longueau est l'une des gares de l'agglomération amiénoise. Jusqu'à la construction de la LGV Nord, les trains Paris-Nord – Lille s'y arrêtaient et évitaient ainsi le rebroussement en gare d'Amiens.

#### Communes limitrophes
Les communes limitrophes sont Camon, Amiens, Boves, Cagny et Glisy.

### Géologie et relief
Le sol de la commune est pour la plus grande partie marécageux ou silico-calcaire. Le sous-sol est crayeux.
Le relief de la commune est constitué par la vallée de l'Avre, affluent de la rive gauche de la Somme et de l'éminence qui sépare les deux vallées. Le point culminant de la commune est de 142 m.

### Hydrographie

#### Réseau hydrographique
La commune est située dans le bassin Artois-Picardie. Elle est drainée par l'Avre, au sud, et la Cité du Château et un autre petit cours d'eau.
L'Avre traverse le marais de Longueau. D'une longueur de 66 km, il prend sa source dans la commune de Amy, à 81 m d'altitude, et se jette  dans la Somme sur la commune, à 24 m d'altitude, après avoir traversé 31 communes. Les caractéristiques hydrologiques de l'Avre sont données par la station hydrologique située sur la commune. Le débit moyen journalier maximum est de 6,8 m3/s, atteint lors de la crue du 22 juin 2024. Le débit instantané maximal est quant à lui de 6,93 m3/s, atteint le même jour.
Des étangs artificiels ont été créés par l'extraction de la tourbe depuis le XIVe siècle et ont été partiellement comblés pour former des hortillonnages.

L'hydrographie aux portes de la ville
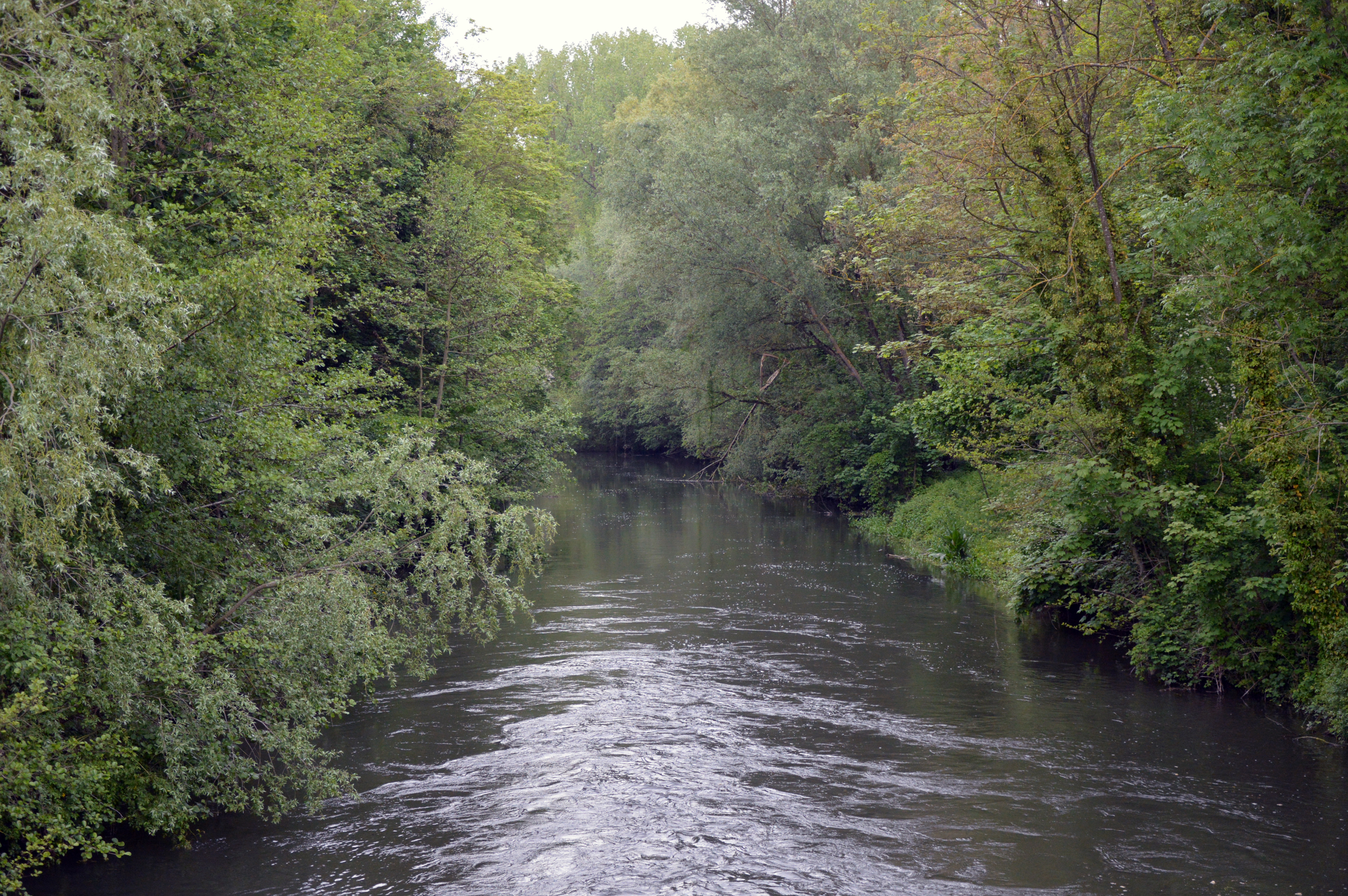
L'Avre entre Longueau et Cagny.

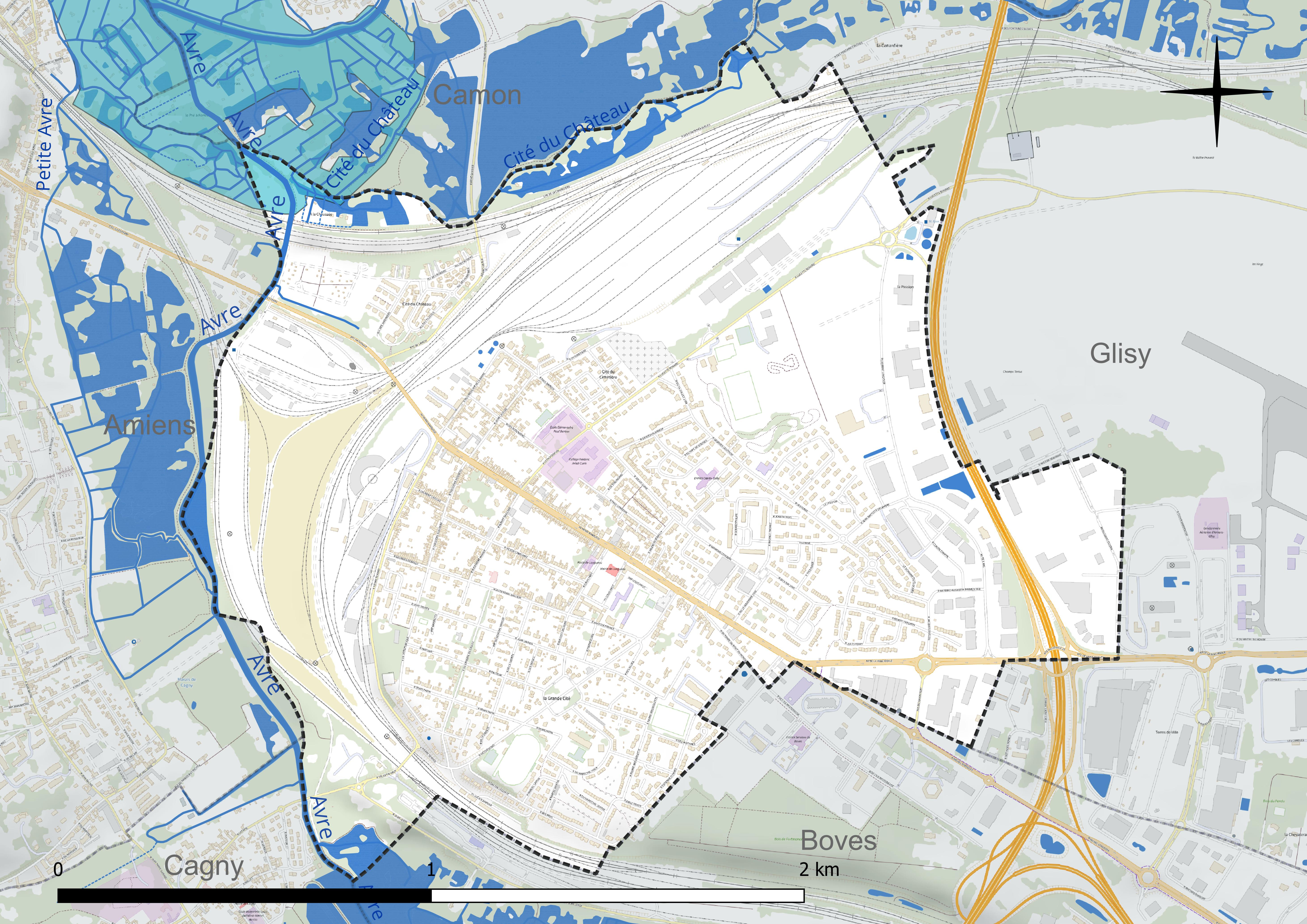
Réseau hydrographique de Longueau.

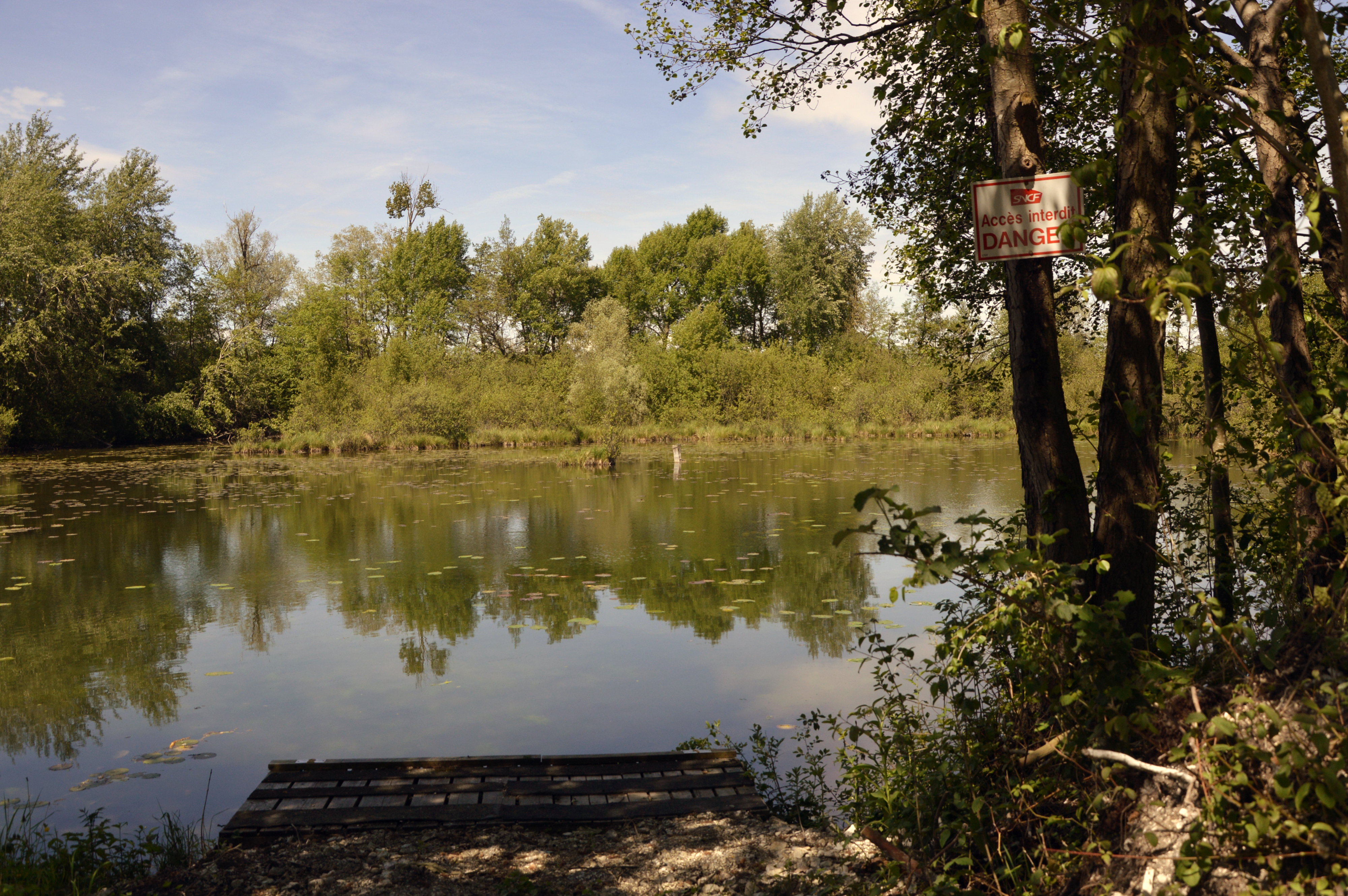
La Canardière.

#### Gestion et qualité des eaux
Le territoire communal est couvert par le schéma d'aménagement et de gestion des eaux (SAGE) « Somme aval et Cours d'eau côtiers ». Ce document de planification concerne un territoire de 1 835 km2 de superficie, délimité par le bassin versant de la Somme canalisée. Le périmètre a été arrêté le 29 avril 2010 et le SAGE proprement dit a été approuvé le 6 août 2019. La structure porteuse de l'élaboration et de la mise en œuvre est le syndicat mixte d'aménagement hydraulique du bassin versant de la Somme (AMEVA).
La qualité des cours d'eau peut être consultée sur un site dédié géré par les agences de l'eau et l'Agence française pour la biodiversité.

### Climat
Pour des articles plus généraux, voir Climat des Hauts-de-France et Climat de la Somme.
En 2010, le climat de la commune est de type climat océanique dégradé des plaines du Centre et du Nord, selon une étude du CNRS s'appuyant sur une série de données couvrant la période 1971-2000. En 2020, Météo-France publie une typologie des climats de la France métropolitaine dans laquelle la commune est exposée à un climat océanique et est dans la région climatique Nord-est du bassin Parisien, caractérisée par un ensoleillement médiocre, une pluviométrie moyenne régulièrement répartie au cours de l'année et un hiver froid (3 °C).
Pour la période 1971-2000, la température annuelle moyenne est de 10,5 °C, avec une amplitude thermique annuelle de 14,1 °C. Le cumul annuel moyen de précipitations est de 672 mm, avec 11,1 jours de précipitations en janvier et 8,7 jours en juillet. Pour la période 1991-2020, la température moyenne annuelle observée sur la station météorologique la plus proche, située sur la commune de Glisy à 3 km à vol d'oiseau, est de 11,1 °C et le cumul annuel moyen de précipitations est de 646,6 mm,. Pour l'avenir, les paramètres climatiques de la commune estimés pour 2050 selon différents scénarios d'émission de gaz à effet de serre sont consultables sur un site dédié publié par Météo-France en novembre 2022.

## Urbanisme
La commune était peuplée de 400 habitants en 1793. L'arrivée du chemin de fer fit passer la population à plus de 1 000 habitants en 1900 et à plus de 5 000 aujourd'hui.
La ville de Longueau est limitrophe de celle d'Amiens avec laquelle elle ne constitue qu'une seule et même agglomération. Le centre-ville s'est constitué sur la route d'Amiens à Saint-Quentin / Amiens-Roye-Noyon qui se sépare à la fourche de la Croix de Fer, à l'est de la commune.
Des cités ouvrières de cheminots ont été construites de part et d'autre de cette voie centrale : la cité de Longueau (la plus importante) entre la rue principale et la gare, la cité du Cimetière, la cité du Château-Tourtier, réalisée par Raoul Dautry, inscrite aux Monuments Historiques , et la cité de l'Avre à l'ouest de la commune. L'habitat à Longueau est presque exclusivement individuel.

### Typologie
Au 1er janvier 2024, Longueau est catégorisée grand centre urbain, selon la nouvelle grille communale de densité à sept niveaux définie par l'Insee en 2022.
Elle appartient à l'unité urbaine d'Amiens, une agglomération intra-départementale regroupant onze  communes, dont elle est une commune de la banlieue,,. Par ailleurs la commune fait partie de l'aire d'attraction d'Amiens, dont elle est une commune du pôle principal,. Cette aire, qui regroupe 369 communes, est catégorisée dans les aires de 200 000 à moins de 700 000 habitants,.

### Occupation des sols
L'occupation des sols de la commune, telle qu'elle ressort de la base de données européenne d'occupation biophysique des sols Corine Land Cover (CLC), est marquée par l'importance des territoires artificialisés (84,2 % en 2018), en augmentation par rapport à 1990 (73,9 %). La répartition détaillée en 2018 est la suivante : 
zones industrielles ou commerciales et réseaux de communication (45,1 %), zones urbanisées (39,1 %), terres arables (5,8 %), zones agricoles hétérogènes (4,8 %), forêts (2,7 %), eaux continentales (2,1 %), zones humides intérieures (0,4 %). L'évolution de l'occupation des sols de la commune et de ses infrastructures peut être observée sur les différentes représentations cartographiques du territoire : la carte de Cassini (XVIIIe siècle), la carte d'état-major (1820-1866) et les cartes ou photos aériennes de l'IGN pour la période actuelle (1950 à aujourd'hui).

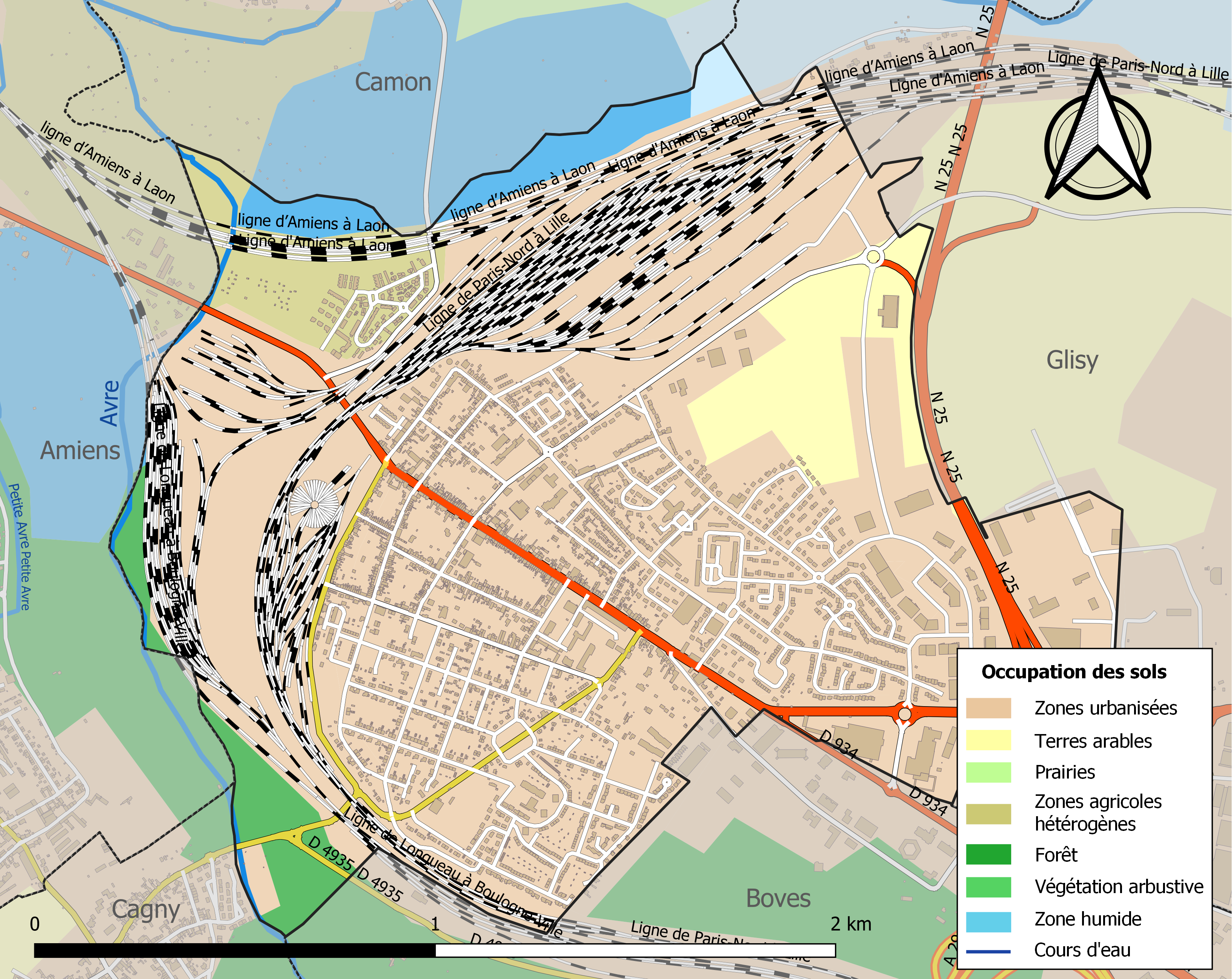
Carte des infrastructures et de l'occupation des sols de la commune en 2018 (CLC).

### Habitat et logement
En 2018, le nombre total de logements dans la commune était de 2 650, alors qu'il était de 2 470 en 2013 et de 2 211 en 2008.
Parmi ces logements, 92,7 % étaient des résidences principales, 1,1 % des résidences secondaires et 6,2 % des logements vacants. Ces logements étaient pour 72,9 % d'entre eux des maisons individuelles et pour 25,9 % des appartements.
Le tableau ci-dessous présente la typologie des logements à Longueau en 2018 en comparaison avec celle de la Somme et de la France entière. Une caractéristique marquante du parc de logements est ainsi une proportion de résidences secondaires et logements occasionnels (1,1 %) inférieure à celle du département (8,3 %) et à  à celle de la France entière (9,7 %). Concernant le statut d'occupation de ces logements, 44,8 % des habitants de la commune sont propriétaires de leur logement (47,1 % en 2013), contre 60,3 % pour la Somme et 57,5 % pour la France entière.
| Typologie                                               | Longueau | Somme | France entière |
| ------------------------------------------------------- | -------- | ----- | -------------- |
| Résidences principales (en %)                           | 92,7     | 83,3  | 82,1           |
| Résidences secondaires et logements occasionnels (en %) | 1,1      | 8,3   | 9,7            |
| Logements vacants (en %)                                | 6,2      | 8,4   | 8,2            |

### Voies de communication et transports
La ville est structurée autour de l'ancienne route nationale 29 (actuelle RD 929), reliant Amiens à Saint-Quentin, et est desservie par la rocade d'Amiens.
L'ancienne route nationale 334 (actuelle RD 934), qui prend naissance à la sortie de Longueau, permet de rejoindre notamment l'autoroute A1 à Roye.
Réseau Trans'80

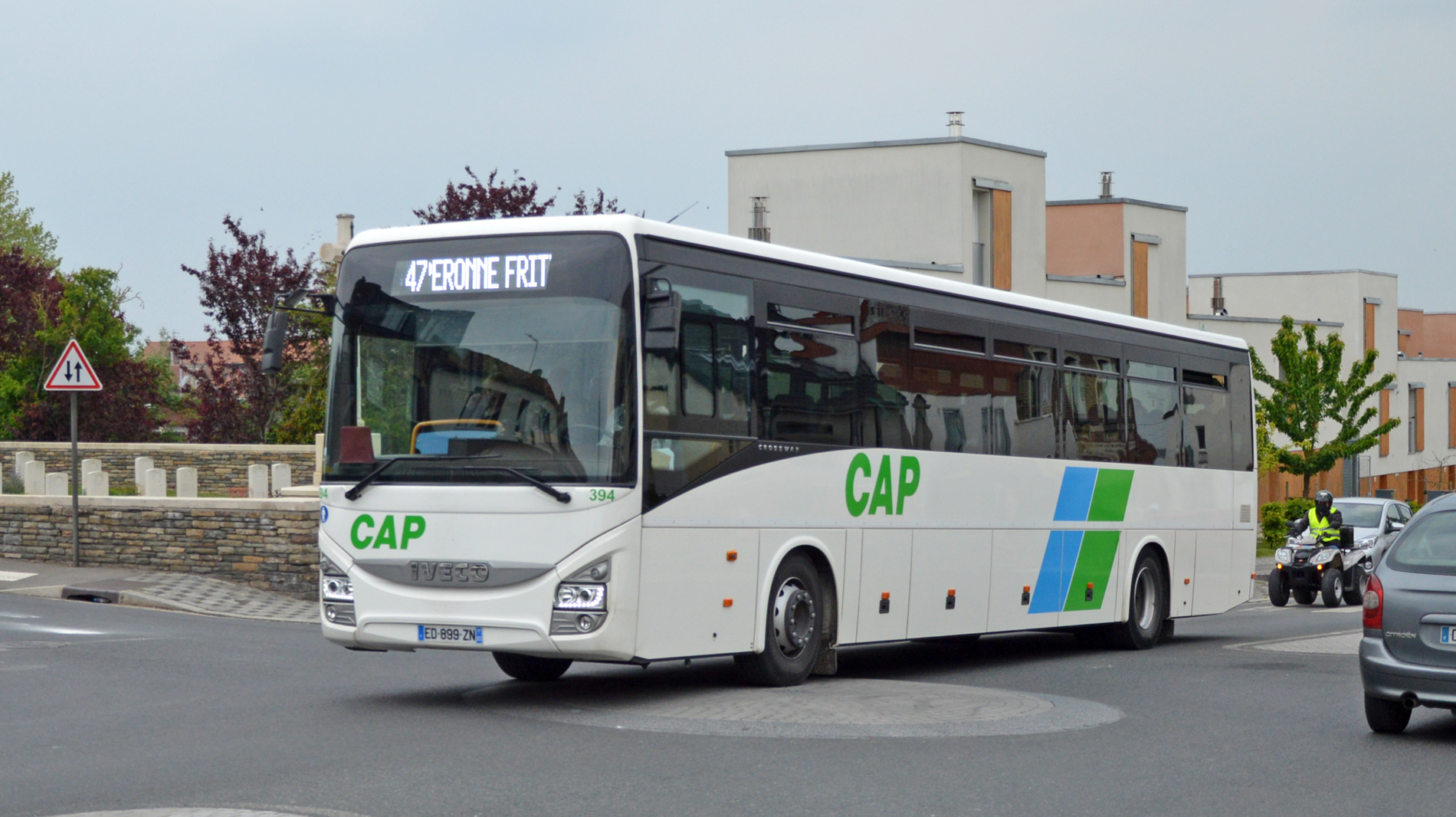
Car de la ligne 747, traversant la ville.

La localité est desservie par deux lignes d'autocars du réseau Trans'80 :
| Ligne | Liaison                                 | Arrêt desservi     | Observations                                                                 |
| ----- | --------------------------------------- | ------------------ | ---------------------------------------------------------------------------- |
| 740   | Roye ↔ Hangest-en-Santerre ↔ Amiens     | Mairie de Longueau | • Arrêt Ametis • Du lundi au samedi, sauf jours fériés • De 7 h 25 à 18 h 45 |
| 747   | Péronne ↔ Rosières-en-Santerre ↔ Amiens | Croix de Fer       | • Arrêt Ametis • Du lundi au samedi, sauf jours fériés • De 7 h 13 à 18 h 48 |

Réseau Ametis

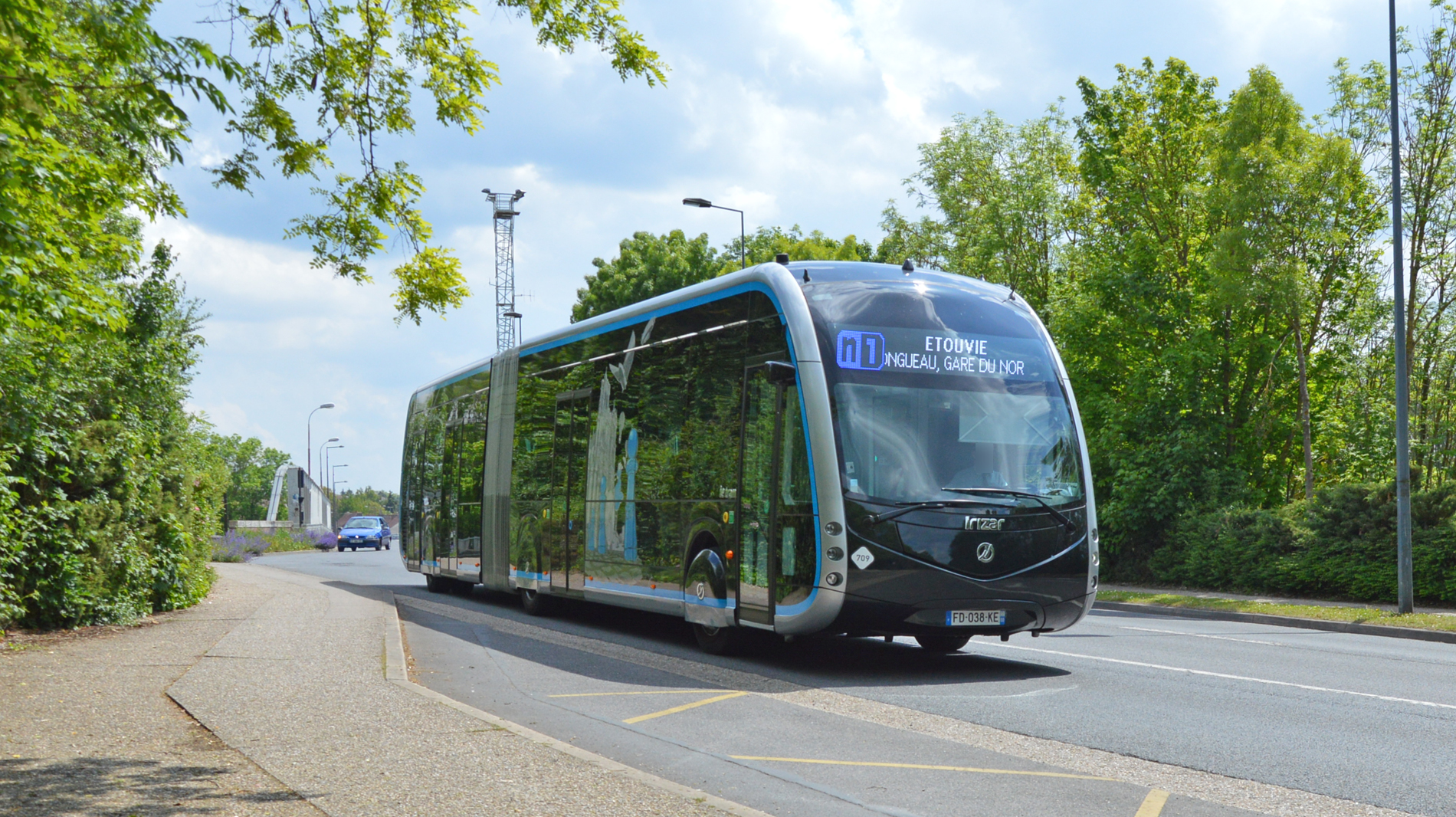
Bus de la ligne Nemo 1, au niveau de l'arrêt Cité du Château.

La commune est desservie par plusieurs lignes du réseau urbain Ametis :
| Ligne | Liaison                                                                | Arrêts desservis                                                                                               | Observations                                                                     |
| ----- | ---------------------------------------------------------------------- | --- | -------------------------------------------------------------------------------- |
| n1    | Étouvie ↔ Pôle Jules Verne                                             | • Pont de l'Avre • Cité du Château • La Rose Rouge • Poidevin • Mairie de Longueau • La Fourche • Croix de Fer | • Ligne Nemo • De 4 h à 0 h • Toutes les 10 min                                  |
| n4    | Pôle Licorne ↔ Longueau SNCF                                           | • Longueau SNCF                                                                                                | • Ligne Nemo • De 4 h à 0 h • Toutes les 12 min                                  |
| 10    | CHU Amiens Picardie ↔ Centre Commercial Glisy / Boves Manasses Barbier | • Longueau SNCF • Place de la Victoire • Les Alliés • La Fourche                                               | • De 6 h à 20 h • Toutes les 30 min ou un par heure • Du lundi au samedi         |
| 14    | Gare du Nord ↔ Petit Blangy                                            | • Pont de l'Avre • Cité du Château • Collège Joliot-Curie • Gérard Philipe                                     | • De 6 h à 20 h • Transport à la demande à certaines heures • Du lundi au samedi |
| T38   | Boves Manasses Barbier ↔ Collège Joliot-Curie                          | • Collège Joliot-Curie                                                                                         | • Du lundi au vendredi • Uniquement en période scolaire                          |
| T39   | Gare du Nord ↔ Lycée du Paraclet                                       | • Mairie de Longueau • Longueau SNCF                                                                           | • Du lundi au vendredi • Uniquement en période scolaire                          |

Chemin de fer
La ville dispose de l'importante gare de Longueau.

## Toponymie
On trouve plusieurs formes dans les textes anciens pour désigner Longueau : Longua aqua (1101), Longue Yaue (1312), Longliau (1754).
Longueau désigne une situation environnée d'eau ; il est situé au milieu de marais considérables, au confluent de la Somme et de l'Avre.
En picard, se dit : Londjeu.

## Histoire

### Antiquité
Une borne miliaire  été retrouvée à Longueau.

### Moyen Âge
Longueau était un fief du Chapitre cathédral d'Amiens mais d'autres fiefs existaient dans la commune qui possédait un échevinage en 1252. L'existence d'une léproserie est attestée en 1277. Dès le XIVe siècle, on extrayait de la tourbe dans les marais.

### Époque moderne
- Au tout début des guerres de Religion, en 1561, des protestants brûlent toutes les images de l'église et profanent les vases sacrés.
- En 1636, Longueau est brûlée par les Espagnols[24].

### Époque contemporaine
Depuis l'arrivée du chemin de fer en 1846, (faisant alors d'elle une ville ferroviaire), la commune est fortement marquée par son histoire cheminote.

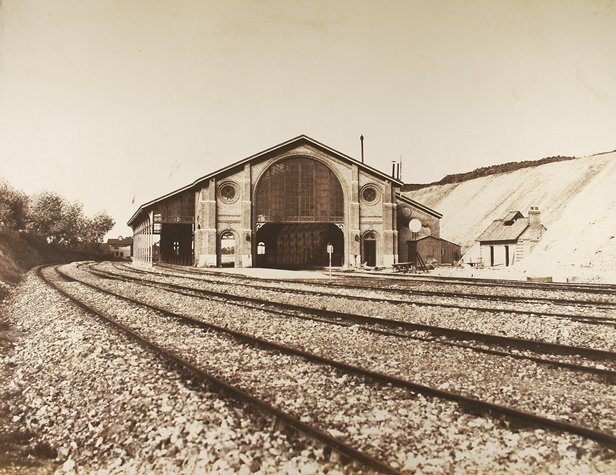
Bâtiment ferroviaire, en 1855.
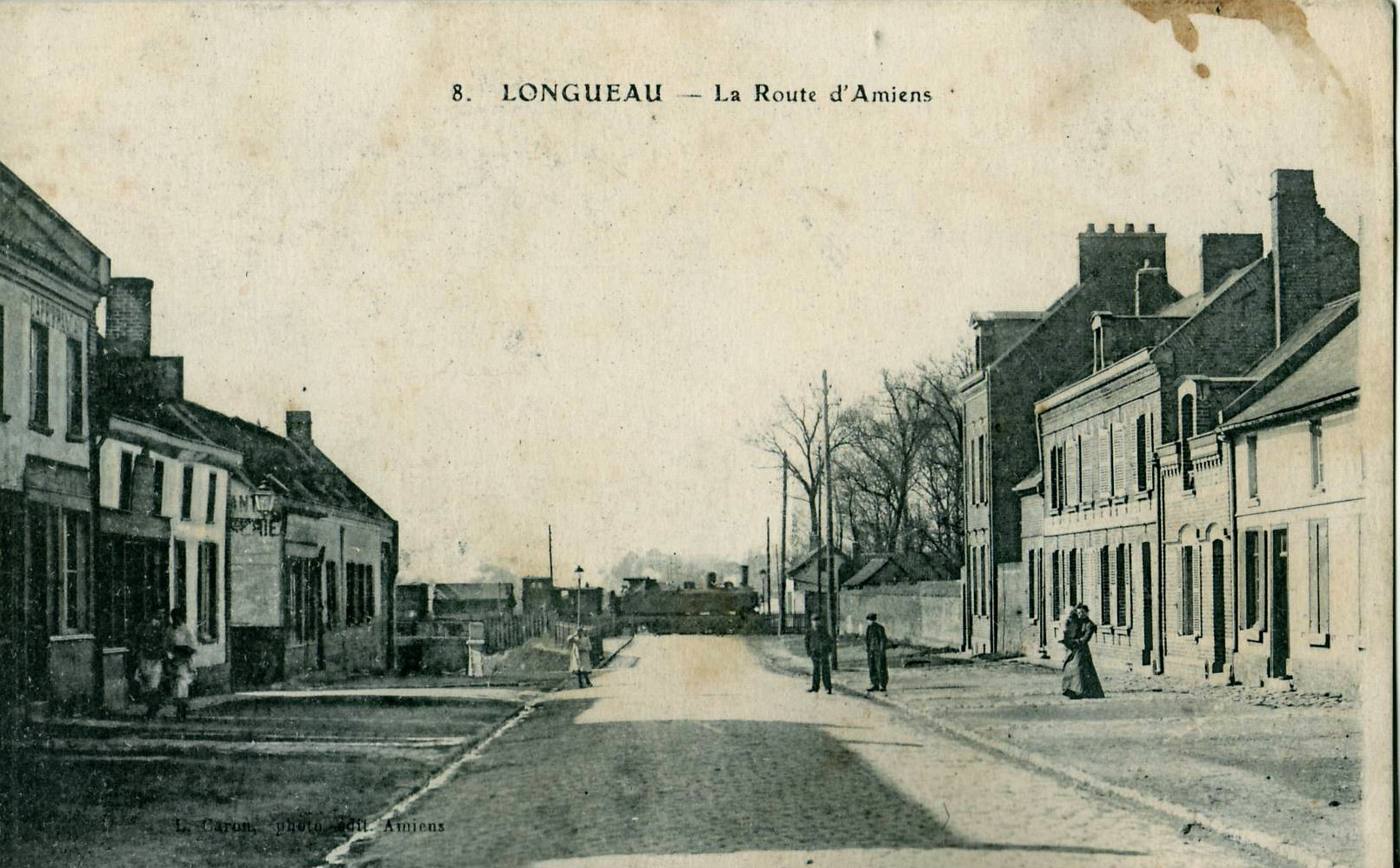
La route d'Amiens, avant le remplacement du passage à niveau par un pont.
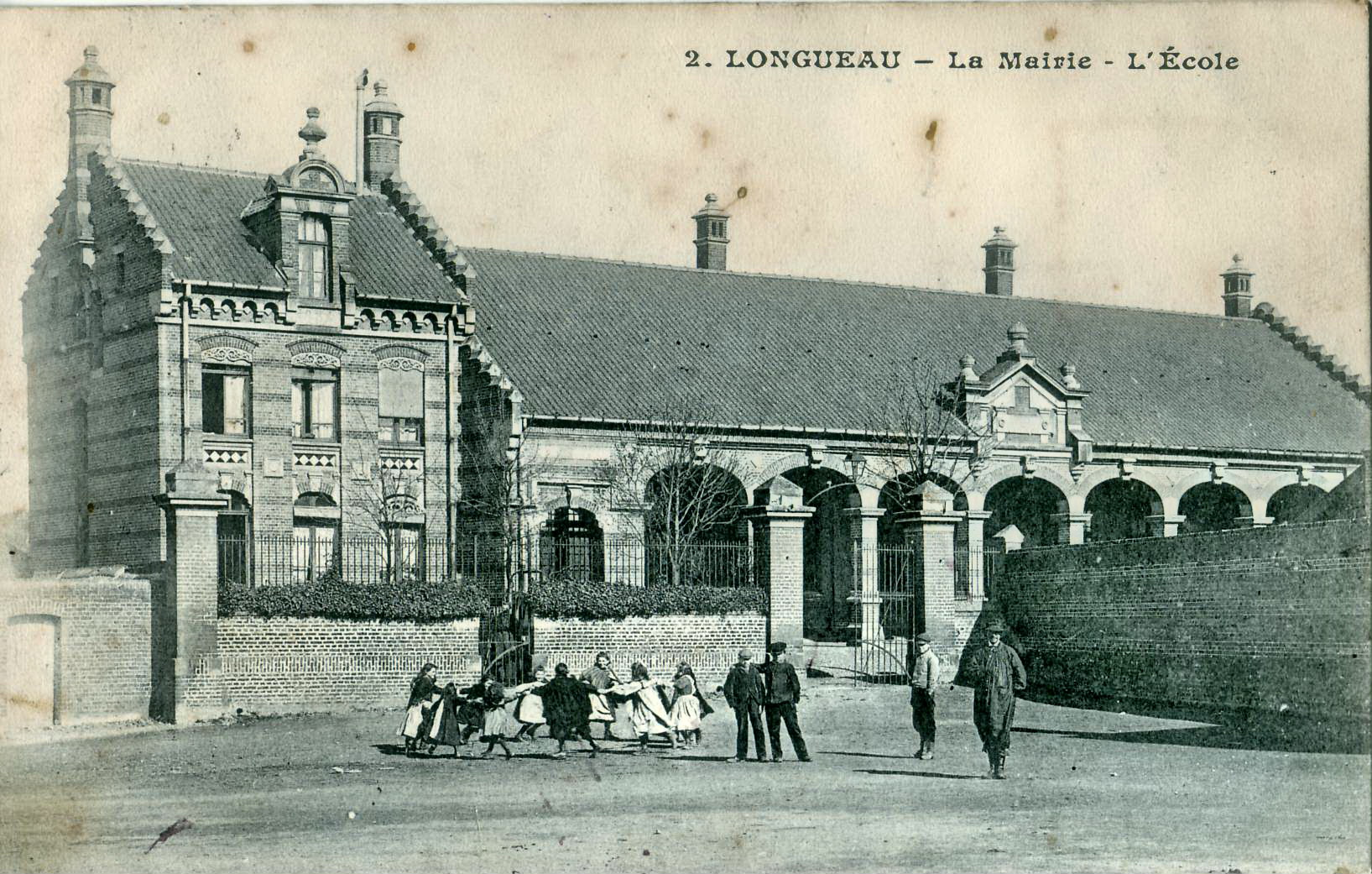
La mairie-école, avant la Première Guerre mondiale.

Pendant la guerre franco-prussienne, en 1870-1871, les habitants de la commune subirent l'occupation, lors des combats de Dury, Boves et Gentelles ; ils durent payer des réquisitions.

#### Première Guerre mondiale
La commune a été décorée de la croix de guerre 1914-1918.

#### Seconde Guerre mondiale
Une base aérienne fut créée en 1937 à Glisy, par l'armée de l'air française. Elle s'étendait également sur le territoire de la commune de Longueau, et fut l'origine de l'aérodrome d'Amiens - Glisy. En 1940, la base fut utilisée par la RAF, puis, avec l'occupation allemande, par la Luftwaffe. À la Libération, elle fut utilisée par les Alliés.
La commune est décorée de la croix de guerre 1939-1945, avec étoile d'argent, le 11 novembre 1948.

#### Longueau et le PCF
Créé en 1920, le Parti communiste français (PCF) participe aux élections municipales de 1925 et c'est le candidat cheminot Louis Prot qui remporte l'hôtel de ville. Déchu de son mandat et arrêté par le gouvernement Daladier après la dissolution du PCF par décret-loi du 26 septembre 1939, lors de la Seconde Guerre mondiale, il est réélu en 1945.
En 1967, Michel Couillet, également cheminot, prend la succession de Louis Prot. Mais, en 1973, il se fait à son tour remplacer par Paul Hédé (aussi cheminot) ; ce dernier dirige la commune pendant 14 ans, jusqu'à son décès en 1987. À partir de là, les enseignants prennent la place des cheminots, en commençant par Joël Brunet ; son ancienne adjointe Colette Finet le bat en 2008. Cette dernière effectue deux mandats, de 2008 à 2020.
En 2020, Colette Finet décide de ne pas briguer un troisième mandat, en raison de son âge ; la communiste Nathalie Marchand en profite pour partir en solo, contre l'avis de Mme Finet, et cette candidature attire les foudres du PCF de la Somme qui décide de ne pas soutenir de liste à Longueau (il y en a quatre lors de cette élection municipale). Le scrutin s'inscrit dans le contexte de la pandémie de Covid-19, tandis que la campagne est perturbée par une ambiance houleuse (fake news, propos diffamatoires, dépôt de plainte). Le 28 juin 2020, a finalement lieu le second tour ; le PCF perd alors l'un de ses bastions, après 95 ans. Ainsi, la liste « Écouter et Agir » (« sans étiquette », mais classée « divers gauche » par la préfecture de la Somme), représentée par le cheminot Pascal Ourdouillé, remporte l'élection (avec 52,2 % des suffrages exprimés, contre Nathalie Marchand avec 38,9 %, tandis que l'abstention s'élève à 48 % des inscrits sur les listes électorales).

## Politique et administration

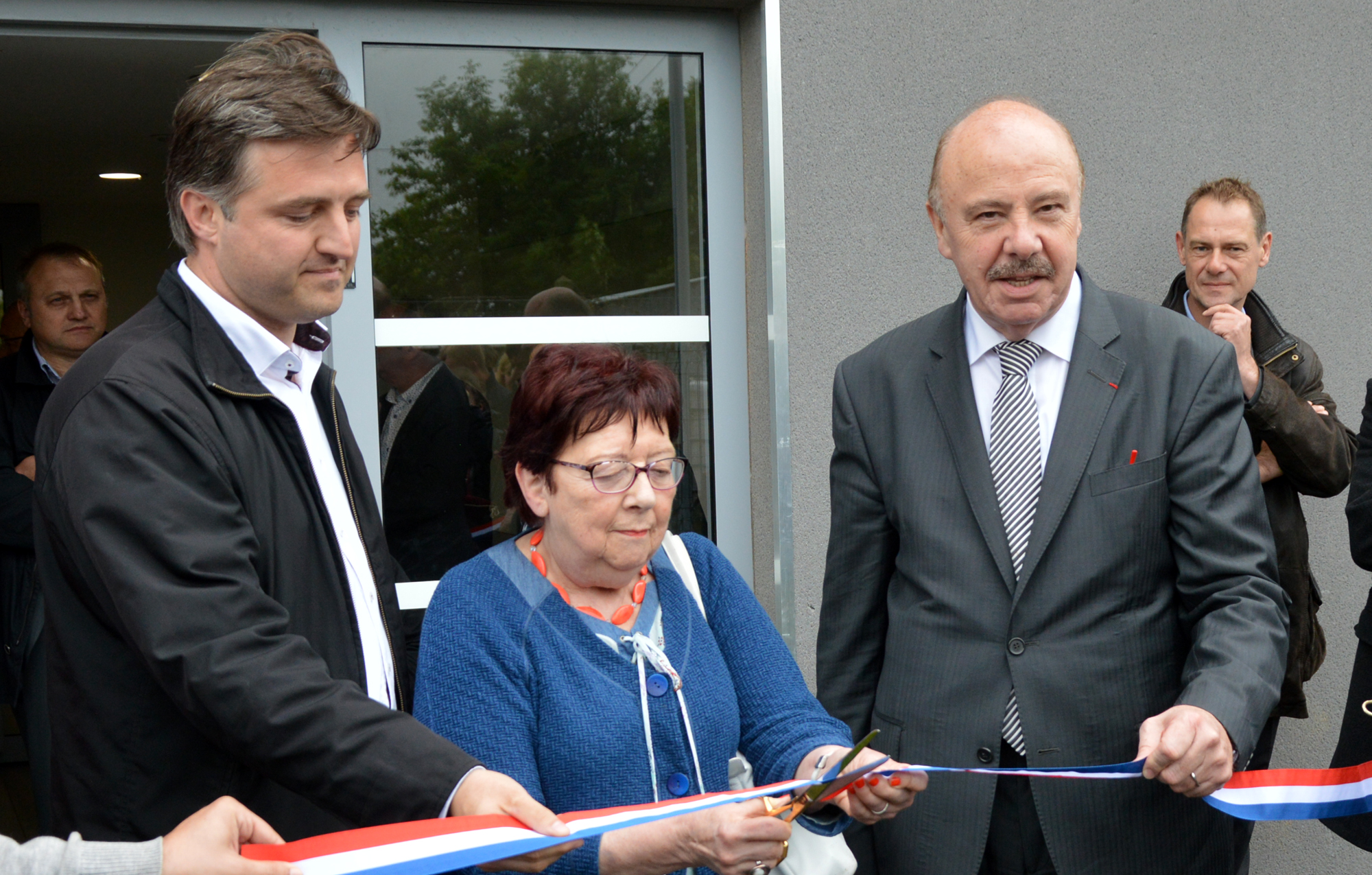
Mme Colette Finet (ex-maire de la commune) lors d'une inauguration en juin 2016 avec M. Jean-Christophe Loric (président de l'OPAC d'Amiens) et M. Alain Gest (président d'Amiens Métropole).

### Rattachements administratifs et électoraux
La commune se trouve dans l'arrondissement d'Amiens du département de la Somme. Pour l'élection des députés, elle fait partie depuis 1988 de la première circonscription de la Somme.
Après avoir dépendu du canton de Boves, Longueau faisait partie de 1801 à 1973 du canton d'Amiens-2, année où elle intègre le canton d'Amiens-4-Est. Dans le cadre du redécoupage cantonal de 2014 en France, la commune est désormais intégrée au canton d'Amiens-4.

### Intercommunalité
La commune est membre depuis 1994 de la communauté d'agglomération dénommée Amiens Métropole.

### Tendances politiques et résultats
La commune était dirigée depuis 1925 par une municipalité à direction communiste. Lors des élections municipales de 2020 où la maire sortante ne se représentait pas sans désigner de successeur, c'est son ancien opposant Pascal Ourdouillé (DVG) qui est élu.
Lors du second tour des  élections municipales de 2014 dans la Somme, la liste PCF-PS menée par la maire sortante Colette Finet obtient la majorité des suffrages exprimés, avec 1 231 voix (45,14 %, 22 conseillers municipaux élus dont 4 communautaires), devançant de 43 voix celle MRC menée par Régis Richard  (1 188 voix, 43,56 %, 6 conseillers municipaux élus dont 1 communautaire).
La troisième liste, DVG, menée par Chantal Boulet, a obtenu 308 voix (11,29 %, 1 conseiller municipal élu).

Lors de ce scrutin, 32,22 % des électeurs se sont abstenus.
Lors du deuxième tour des élections municipales de 2020 dans la Somme, où la maire sortante Colette Finet ne se représentait pas, la liste DVG menée par Pascal Ourdouillé obtient la majorité absolue des suffrages exprimés avec 1 054 voix voix (52,17 %, et 23 conseillers municipaux élus dont 3 communautaires), devançant significativement les listes menées respectivement par,,. :

-  Nathalie Marchand (DVG, conseillère municipale déléguée et conseillère départementale sortante, 786 voix, 39,91 %, 5 conseillers municipaux élus dont 1 communautaire) ;

- Fabrice Devaux  (SE, 180 voix, 9,91 % 1 conseiller municipal)

Lors de ce scrutin marqué par la pandémie de Covid-19 en France, 47,38 % des électeurs se sont abstenus.

### Distinctions et labels
Dans son palmarès 2022, le Conseil National des Villes et Villages Fleuris de France a attribué trois fleurs à la commune au Concours des villes et villages fleuris, récompensent les efforts locaux en faveur de l'environnement.
- 2010 : 1ère fleur
- 2015 : 2ème fleur
- 2022 : 3ème fleur[67]

### Politique de développement durable
En 2019, la commune a confié une parcelle voisine de la résidence de la Cité du Château à un cultivateur de légumes bio.

#### Jumelages et partenariats
Longueau est jumelée avec quatre villes.:
| Ville | Ville       | Pays | Pays     | Période                     |
| ----- | ----------- | ---- | -------- | --------------------------- |
|       | Ivaïlovgrad |      | Bulgarie | depuis le 19 septembre 2009 |
|       | Karcag      |      | Hongrie  | depuis le 6 juin 2004       |
|       | Nałęczów    |      | Pologne  | depuis le 18 mai 2002       |
|       | Santa Cruz  |      | Cap-Vert | depuis le 20 février 2024   |

En 2023, la ville fête les vingt ans de son comité de jumelage.

## Équipements et services publics
- École maternelle(s) : 2 (Anne-Frank et Louis-Prot)
- École élémentaire(s) : 2 (André-Mille et Paul-Baroux)
- Collège : 1 (Joliot-Curie)
- Complexes sportifs : 2 (Émile-Noël et Jacky-Minot)
- Z.A.C : 2 (pôle Jules-Verne et zone de l'Arc)

Équipements de Longueau
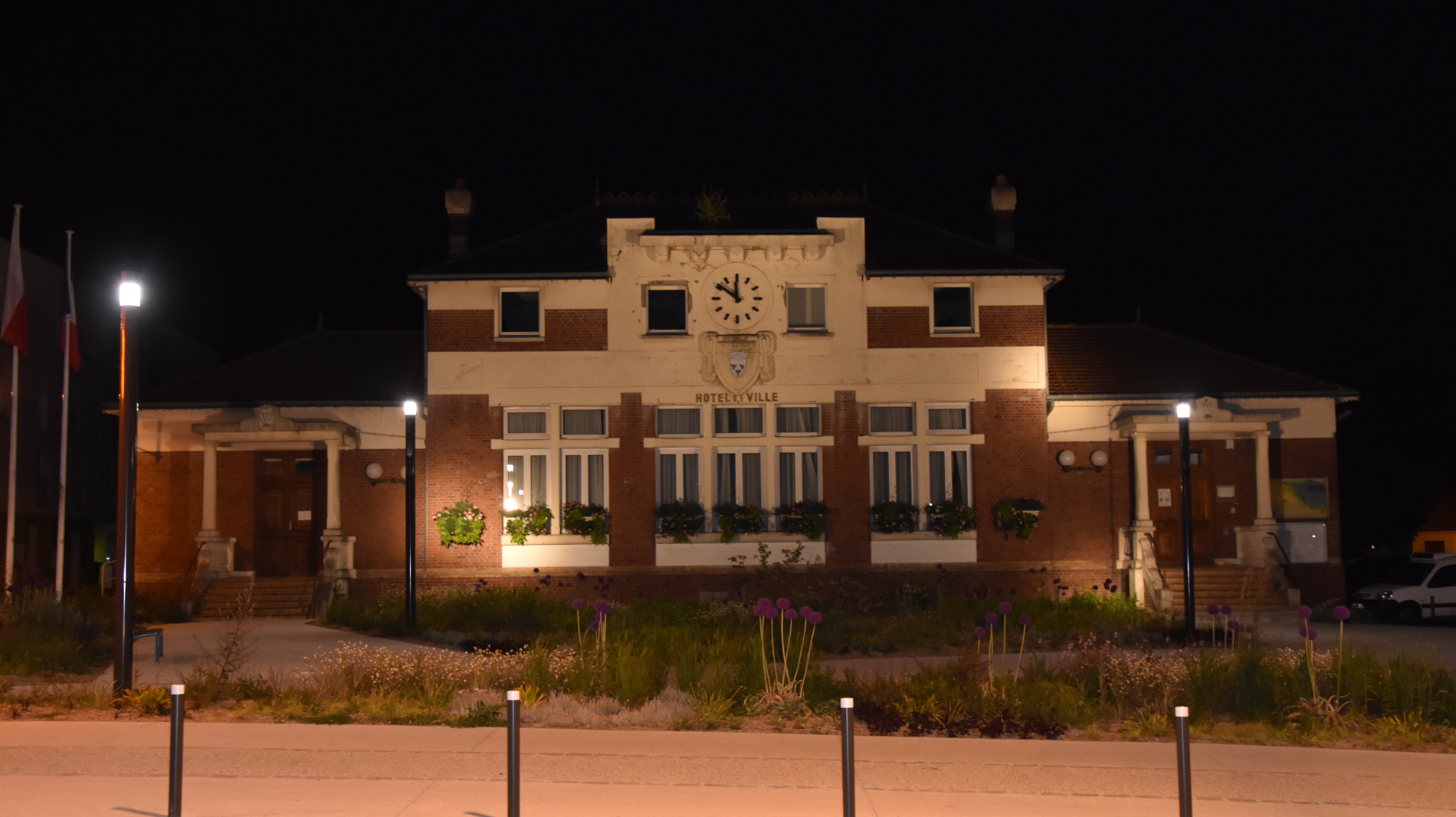
Hôtel de ville de nuit.
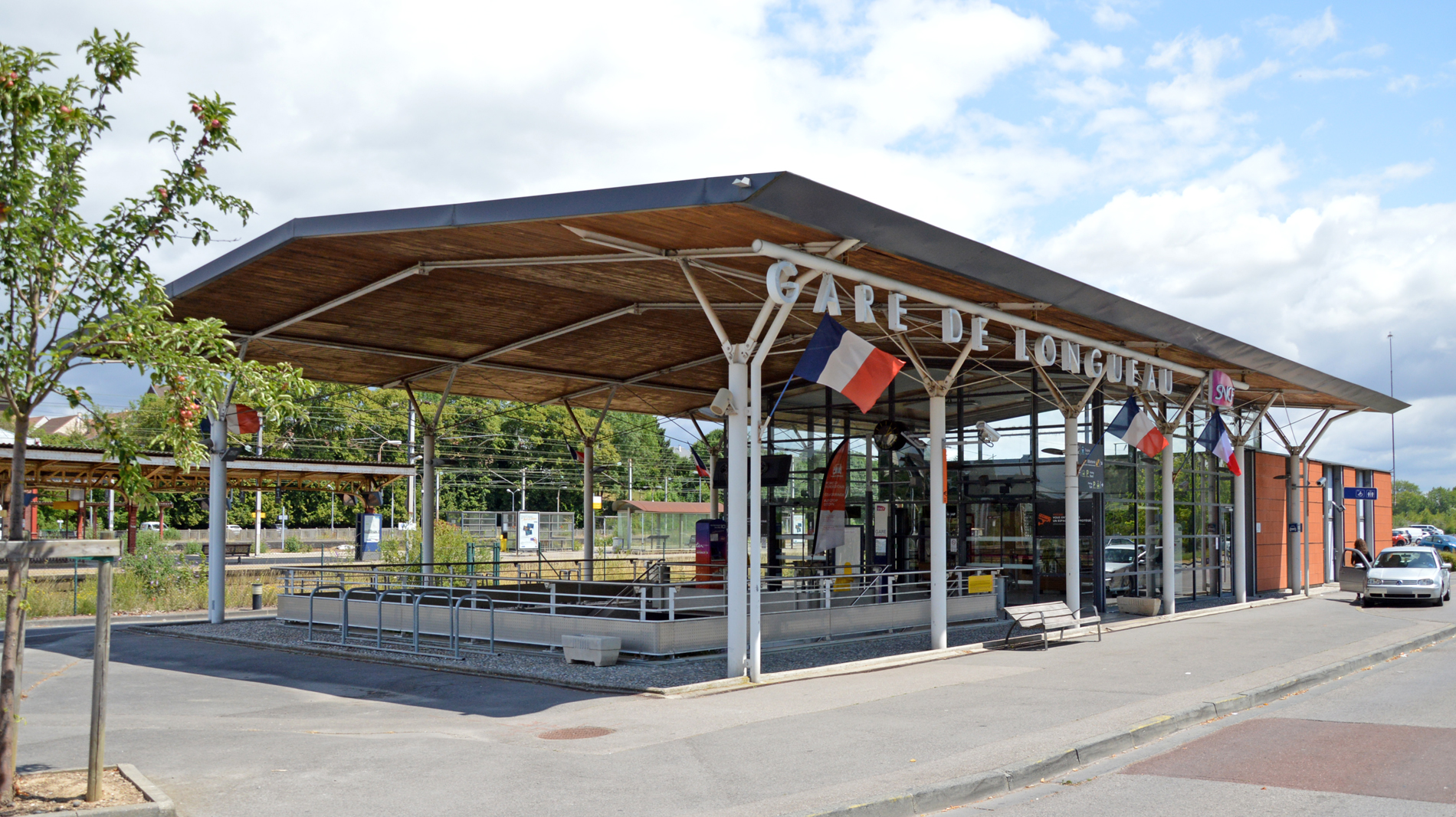
Gare SNCF.
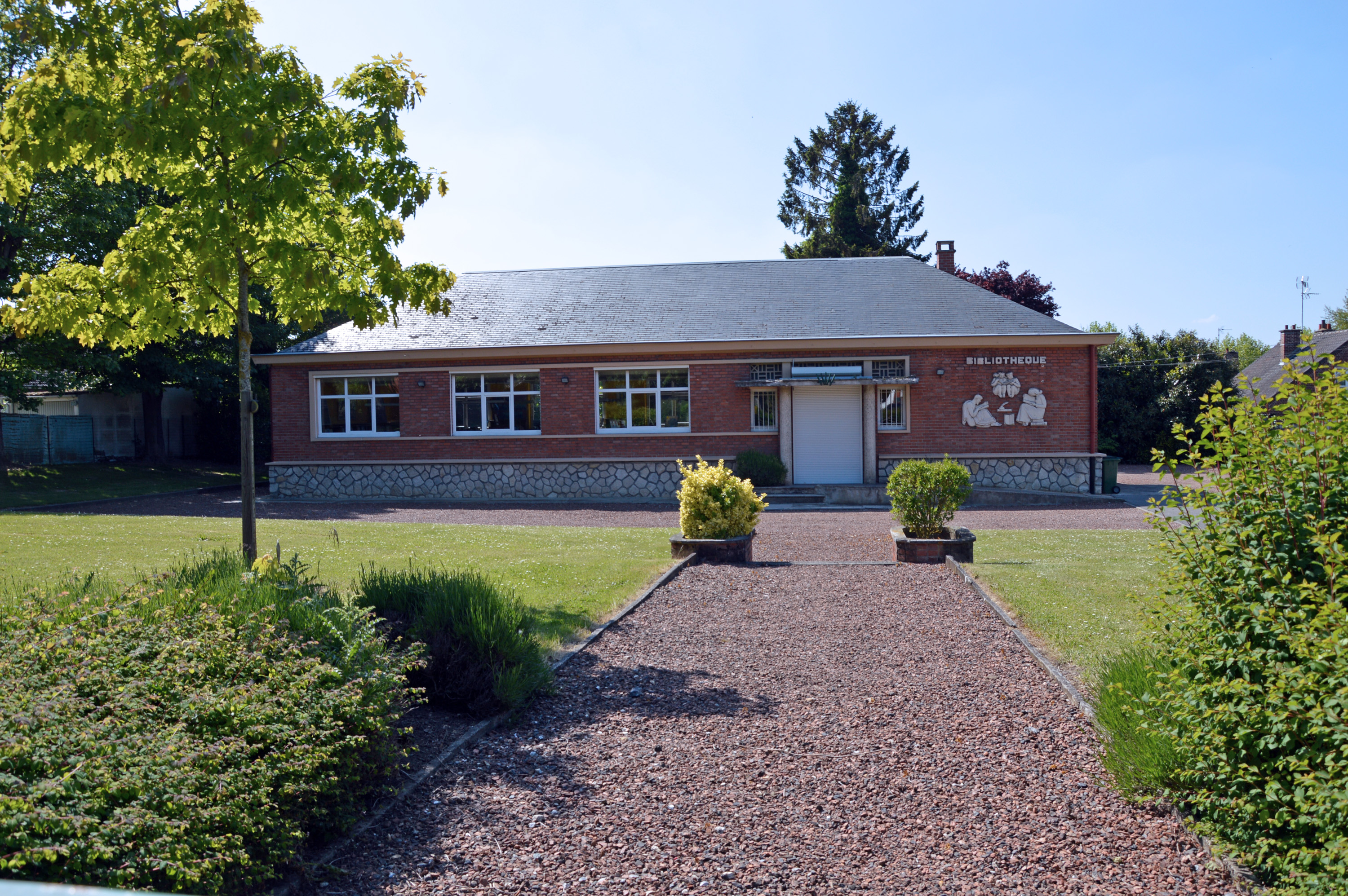
Bibliothèque Jacques-Prévert (ancienne bibliothèque SNCF).
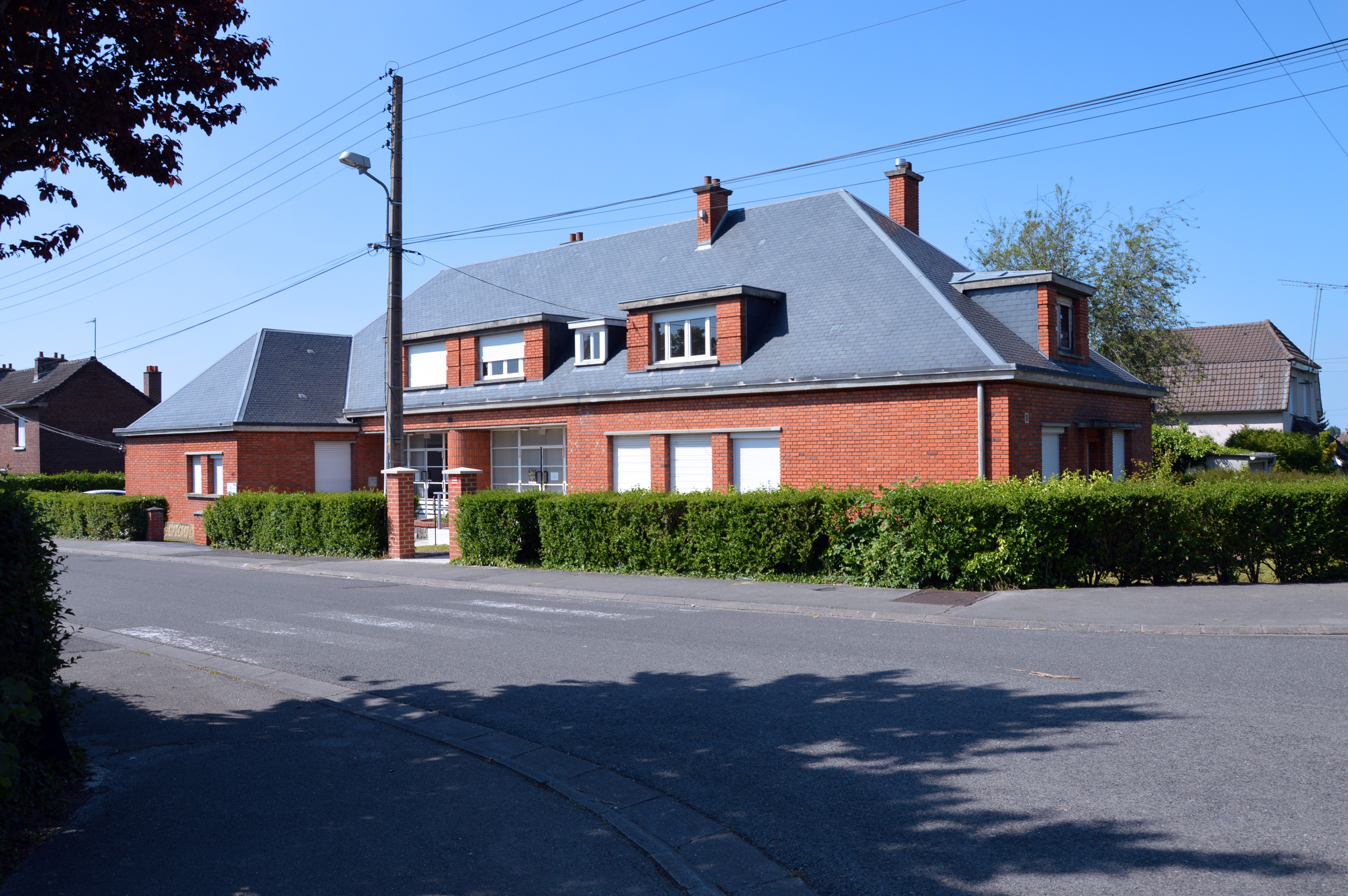
Centre social SNCF.
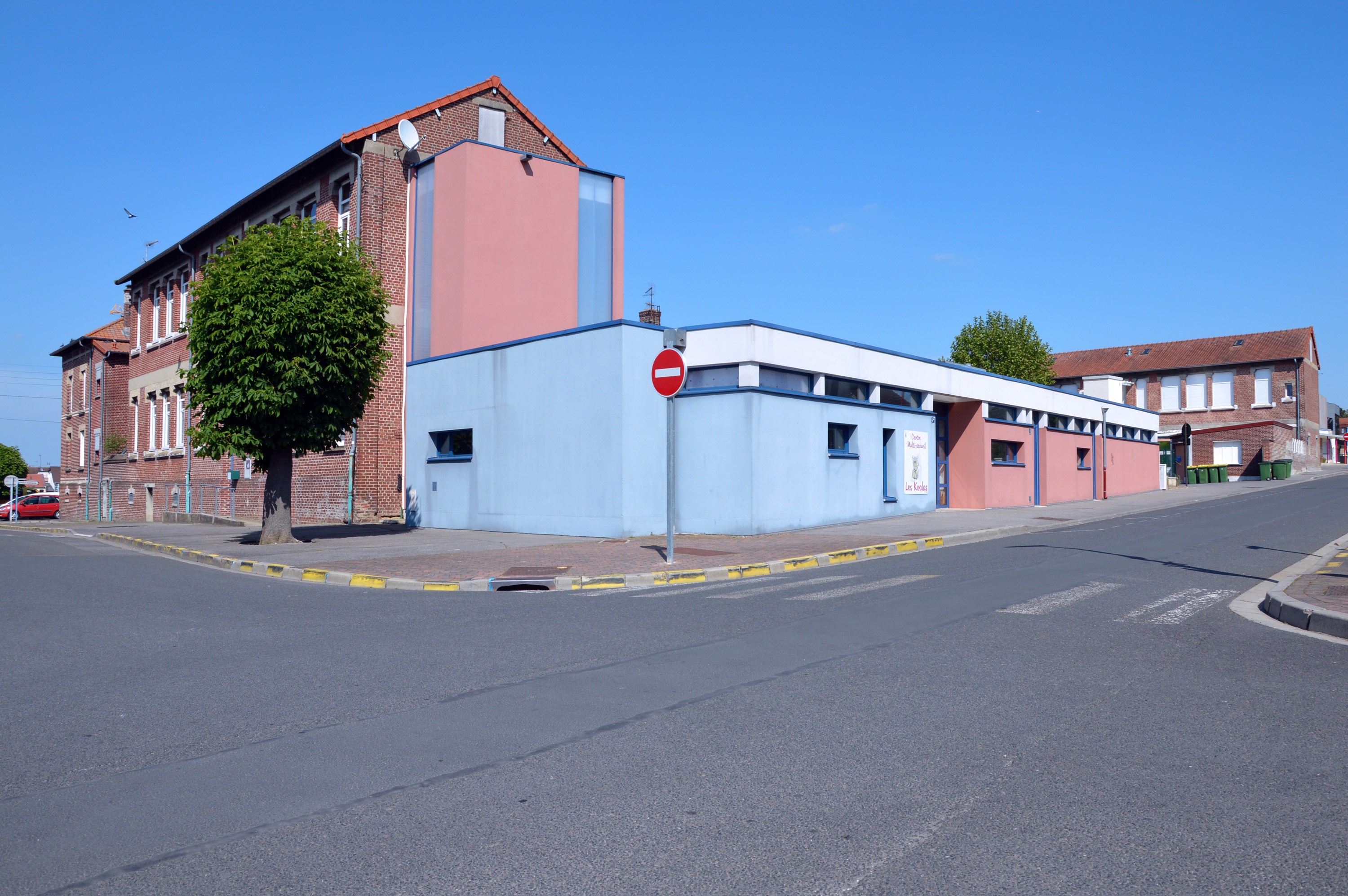
CCAS et autres organismes sociaux (ex-école Anatole-France).
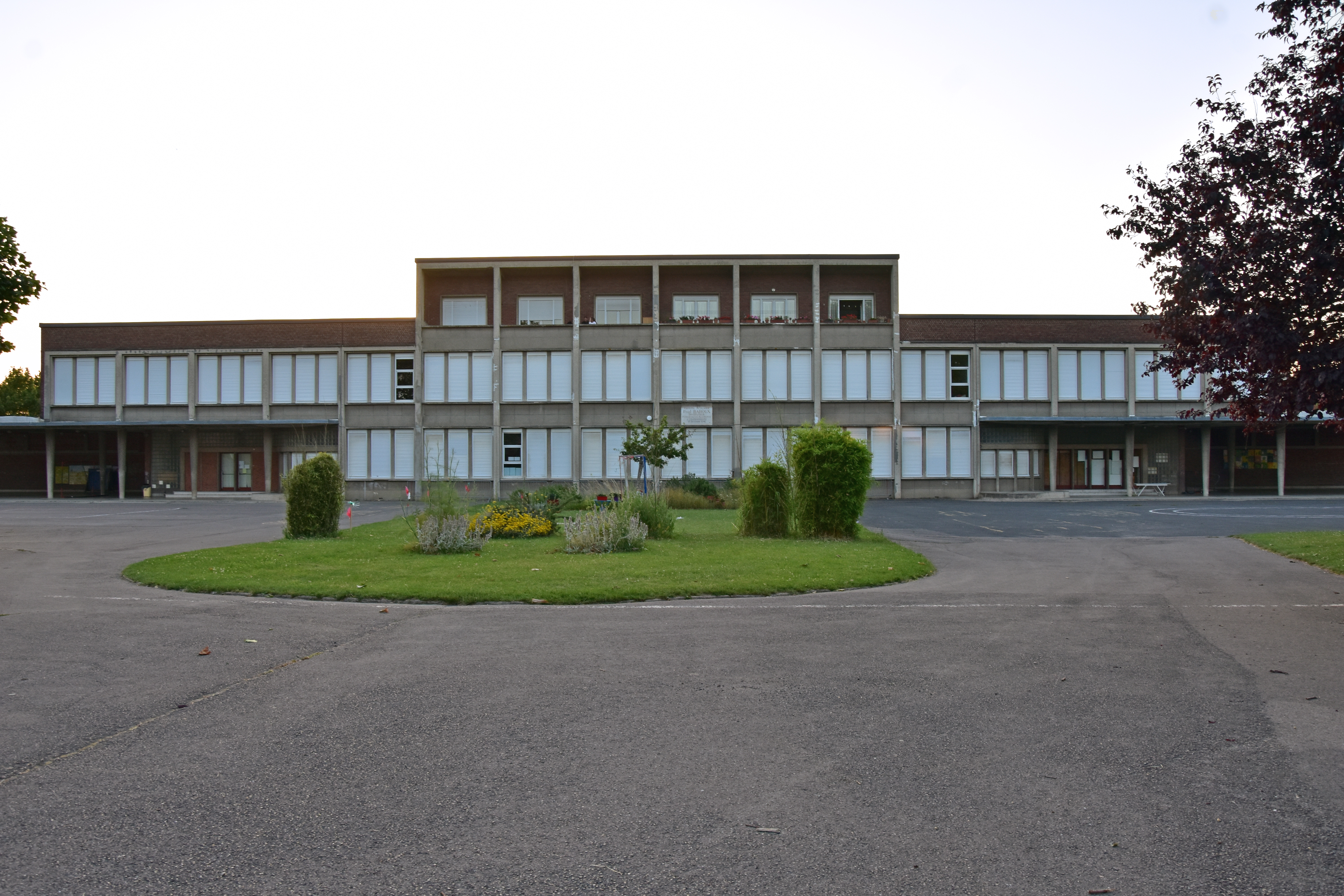
École Paul-Baroux.
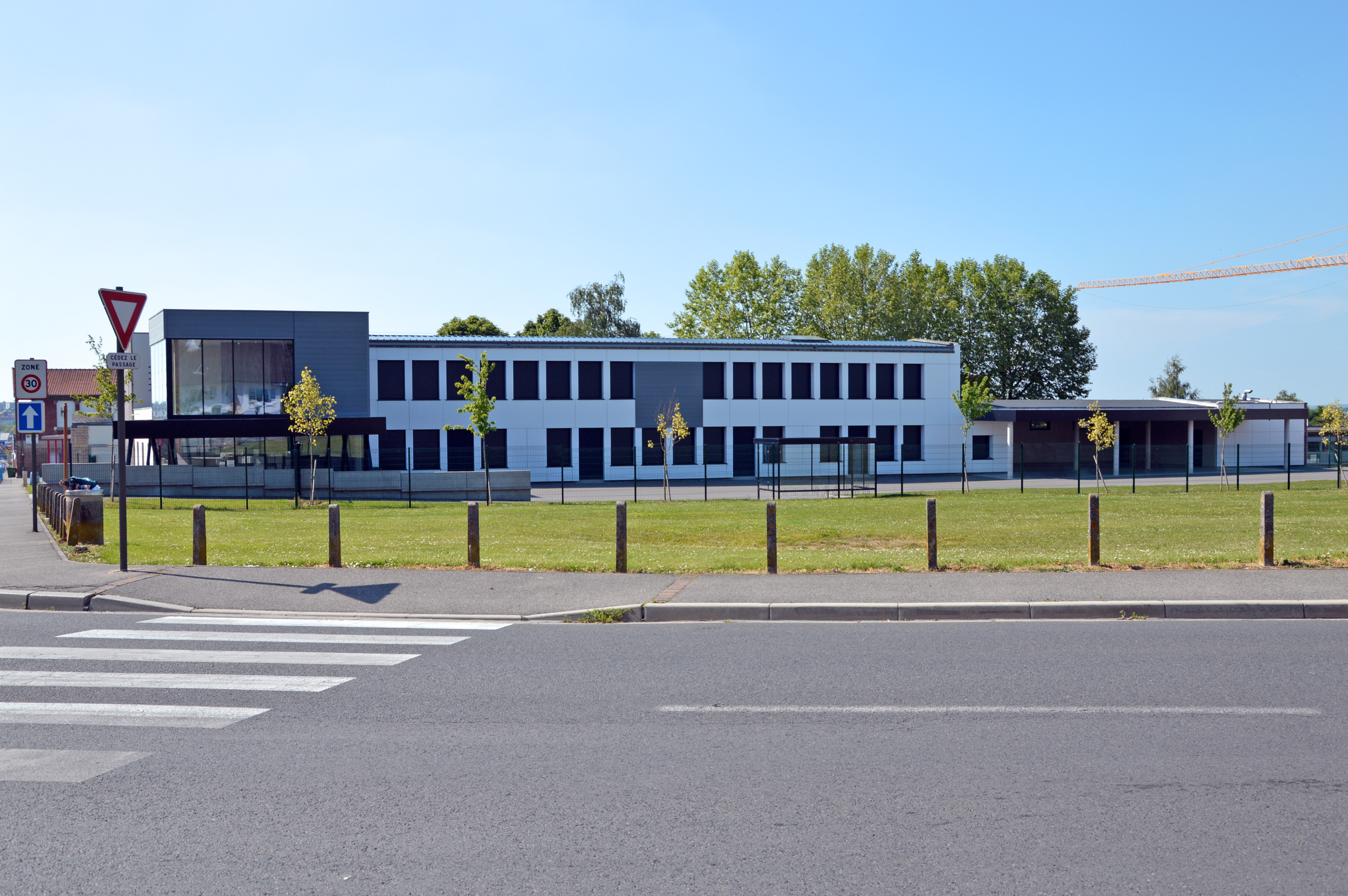
École André-Mille rénovée.
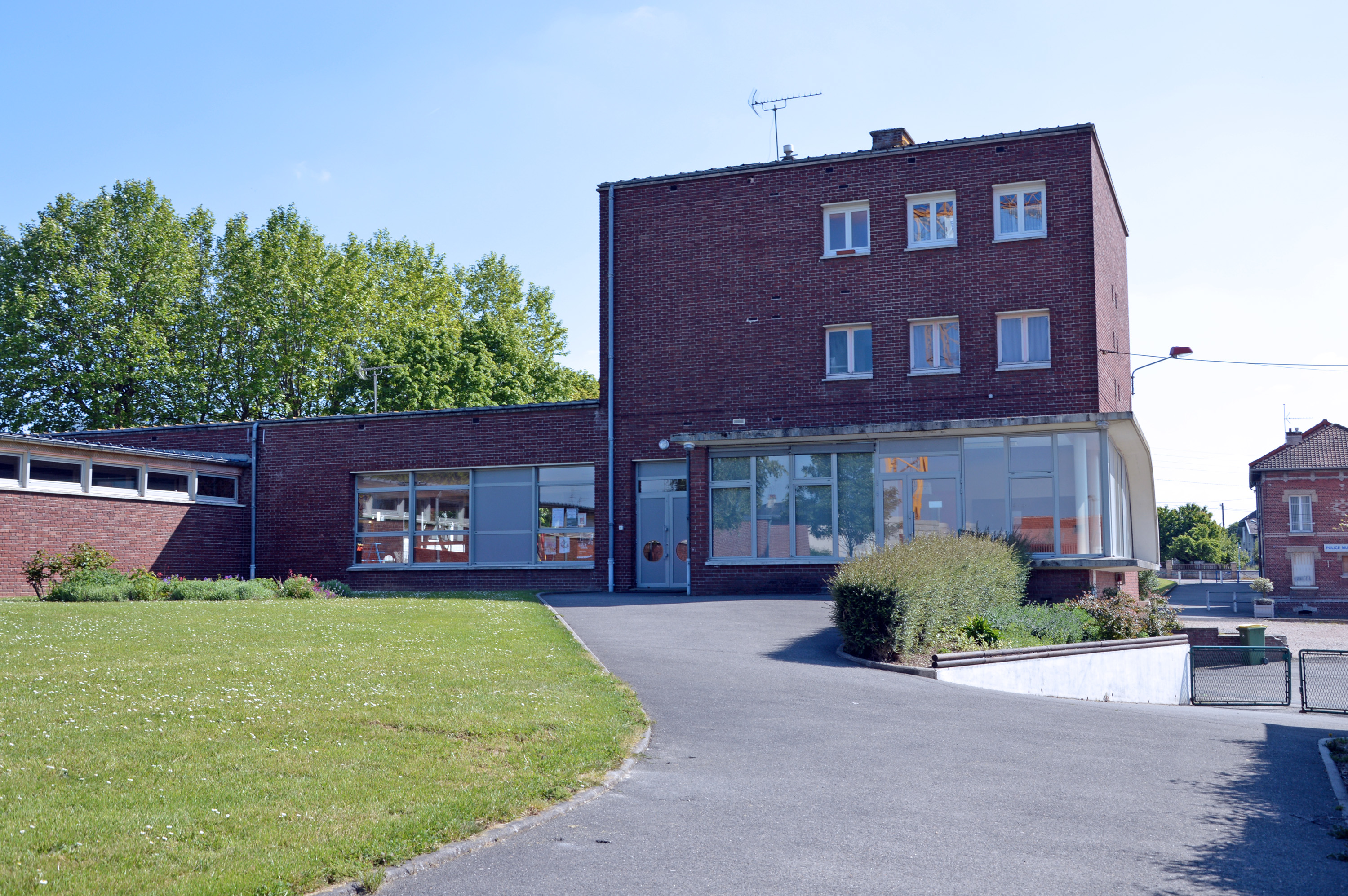
École maternelle Louis-Prot.
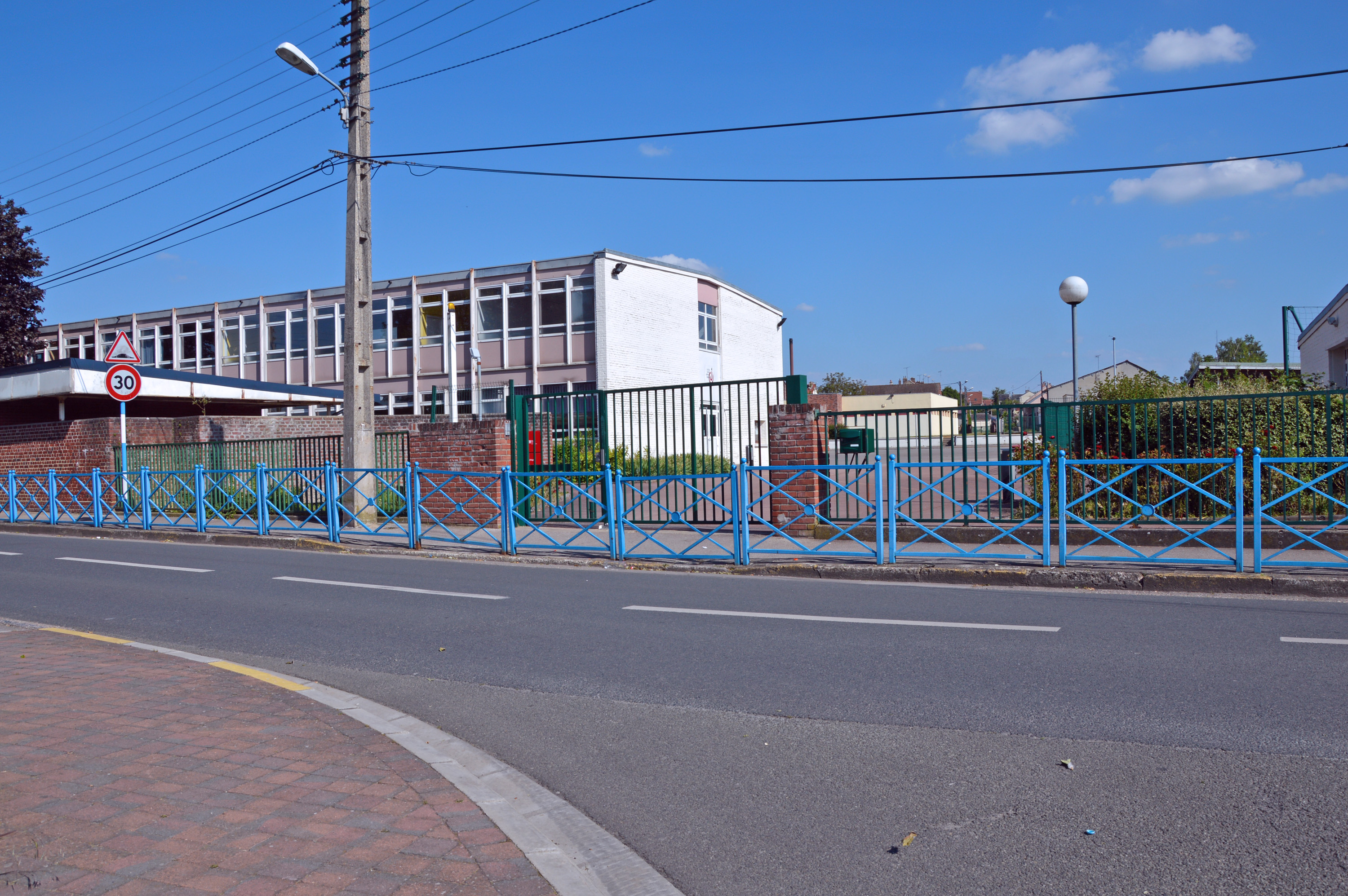
Collège Frédéric-Joliot-Curie.
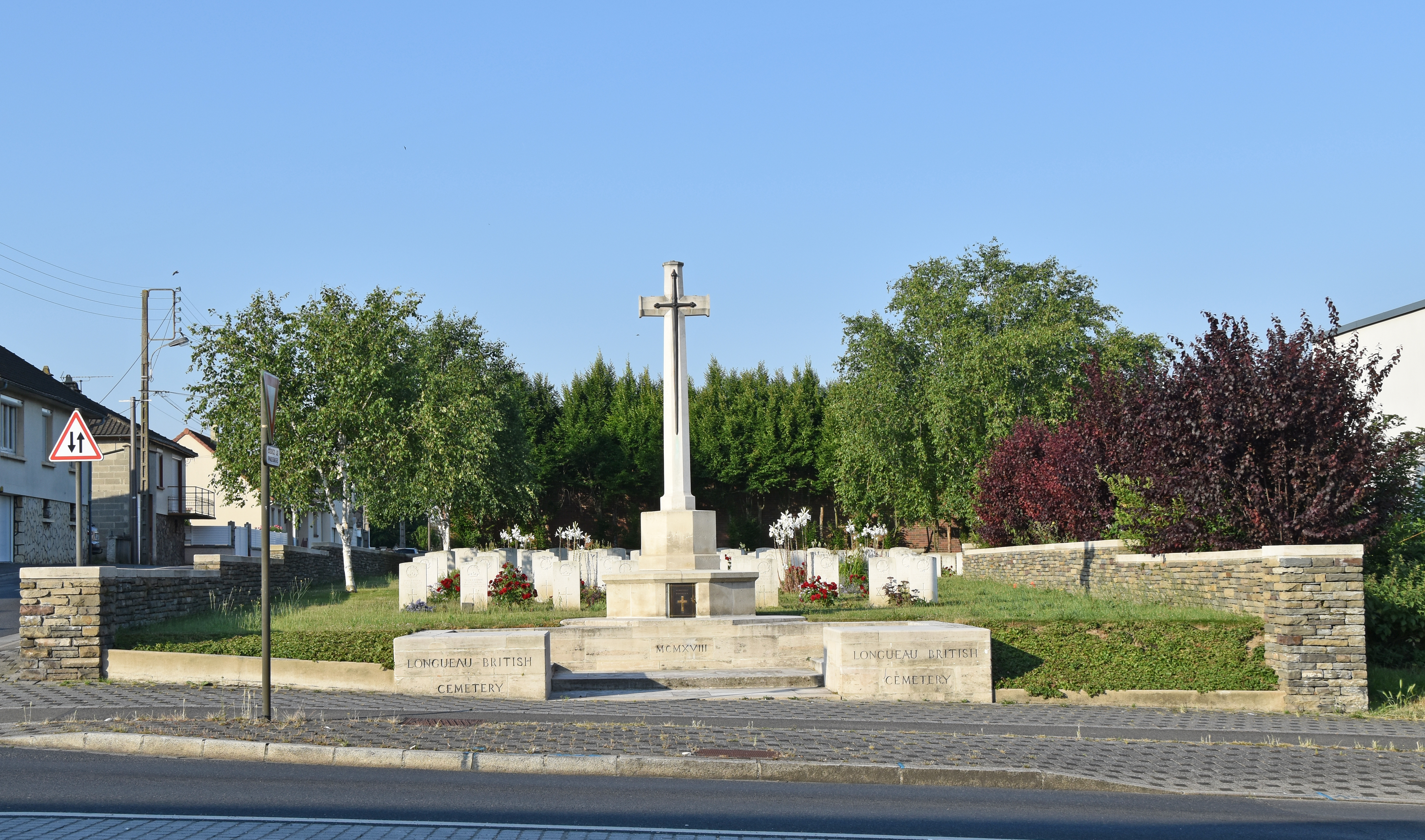
Cimetière militaire anglais.
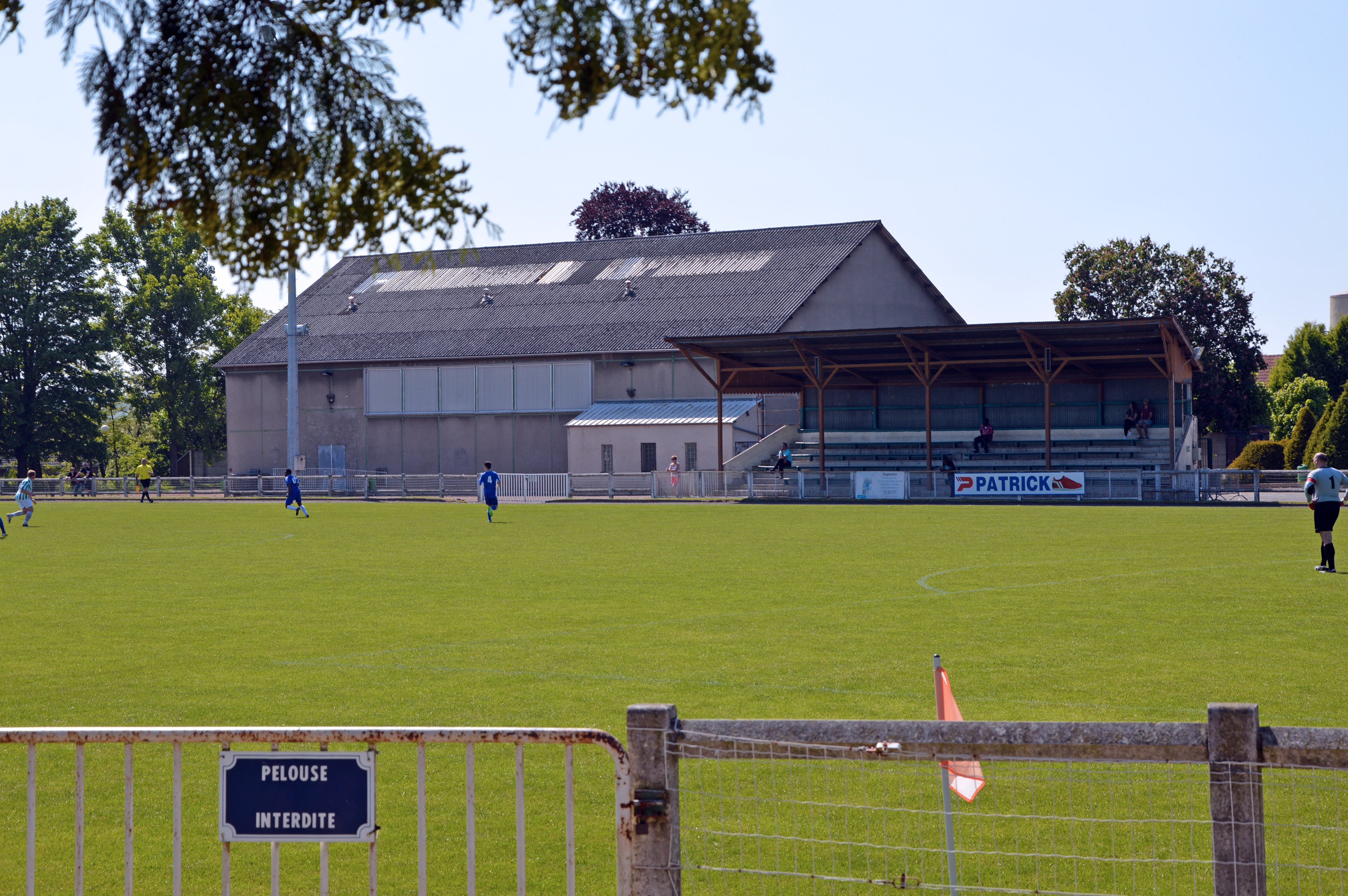
Stade Emile-Noël.
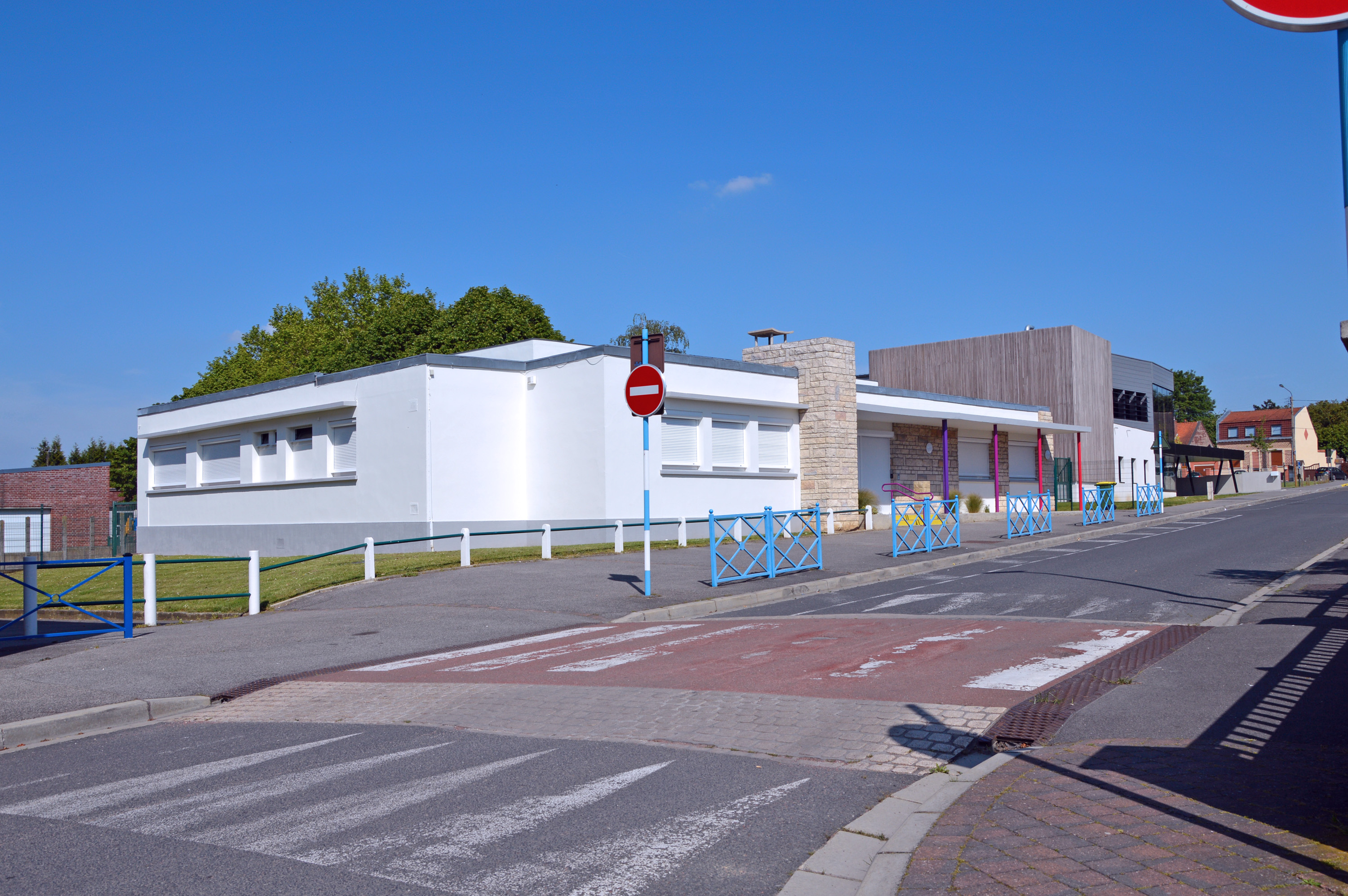
Espace culturel Pablo-Picasso.
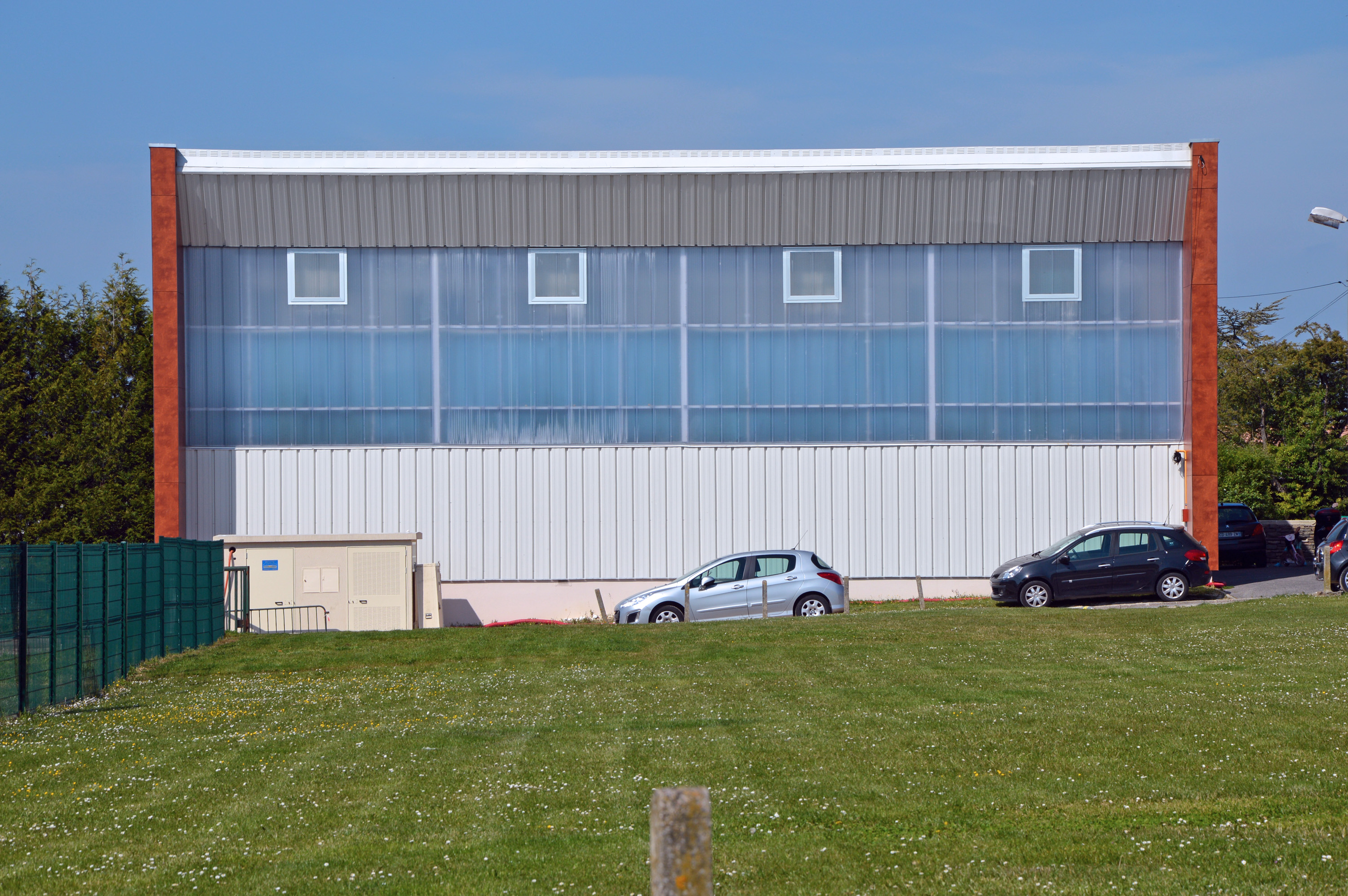
Salle Hervé Vanhuse.
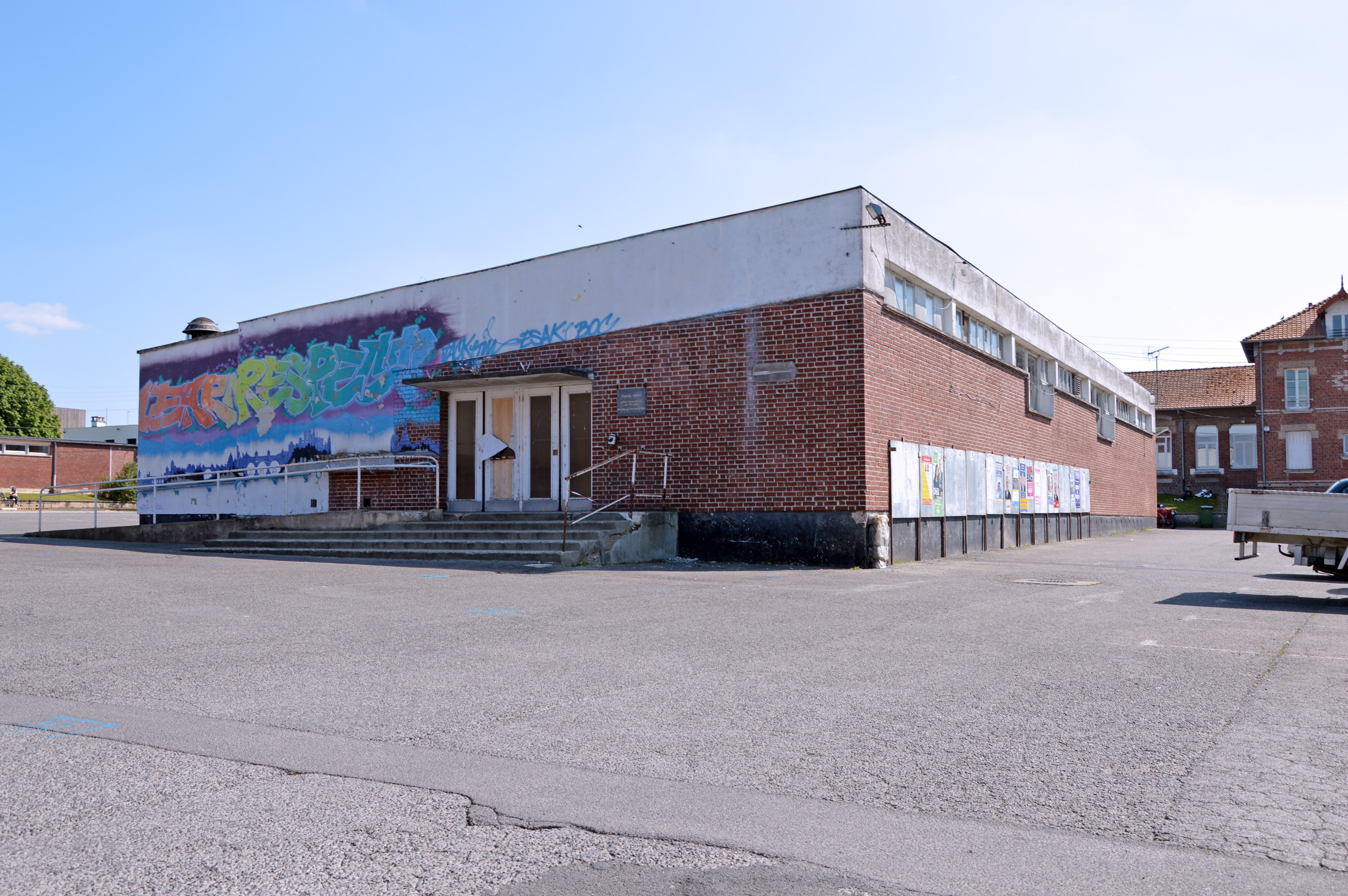
Salle Daniel-Ferry.
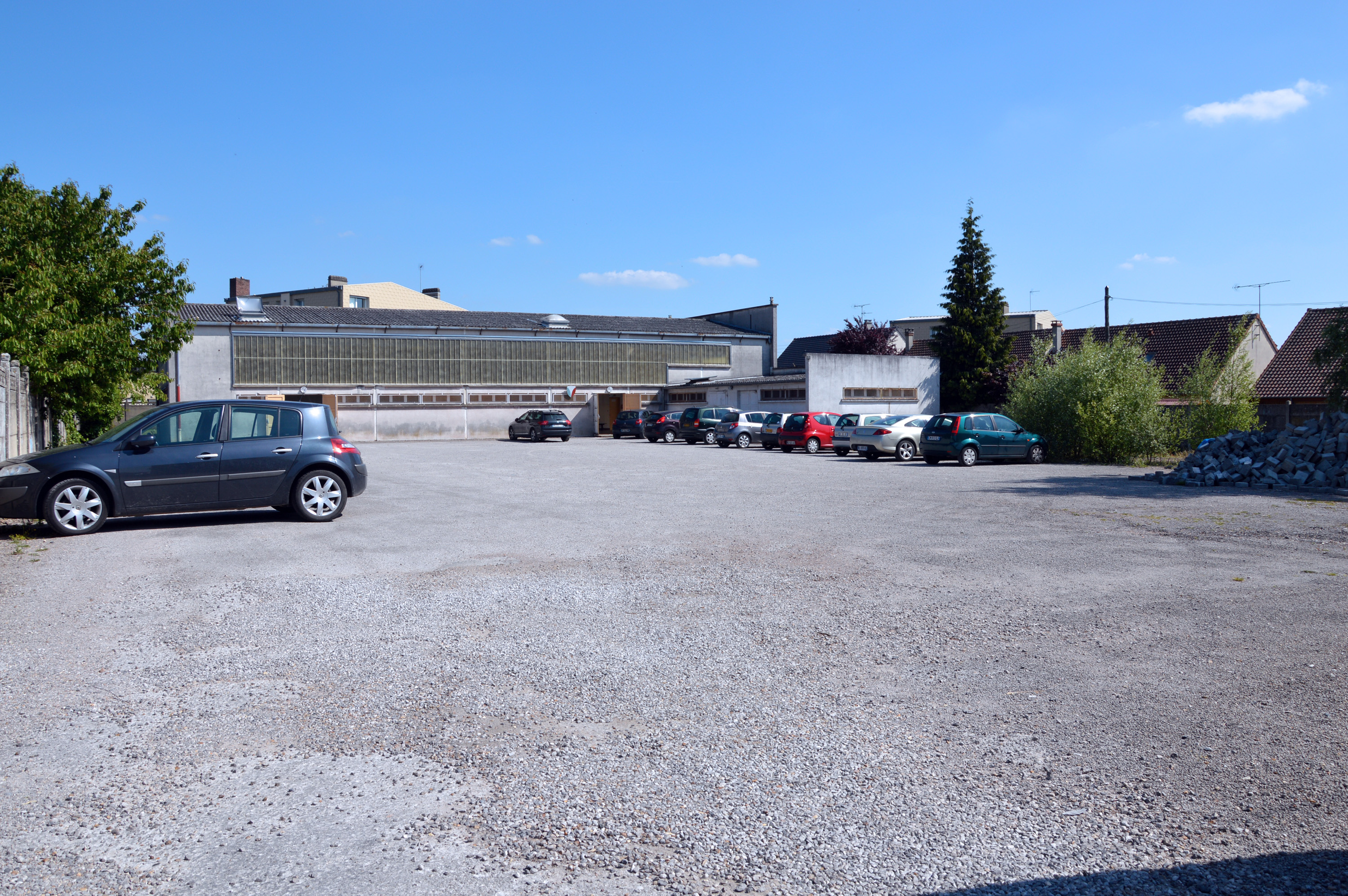
Salle Denis-Papin.

## Population et société

### Démographie
Les habitants sont appelés les Longacoissiens.

#### Évolution démographique
L'évolution du nombre d'habitants est connue à travers les recensements de la population effectués dans la commune depuis 1793. Pour les communes de moins de 10 000 habitants, une enquête de recensement portant sur toute la population est réalisée tous les cinq ans, les populations de référence des années intermédiaires étant quant à elles estimées par interpolation ou extrapolation. Pour la commune, le premier recensement exhaustif entrant dans le cadre du nouveau dispositif a été réalisé en 2004.

En 2022, la commune comptait 5 726 habitants, en évolution de +3,17 % par rapport à 2016 (Somme : −1,26 %, France hors Mayotte : +2,11 %).
| 1793 | 1800 | 1806 | 1821 | 1831 | 1836 | 1841 | 1846 | 1851 |
| ---- | ---- | ---- | ---- | ---- | ---- | ---- | ---- | ---- |
| 442  | 439  | 463  | 486  | 604  | 597  | 605  | 668  | 660  |

| 1856 | 1861 | 1866 | 1872 | 1876 | 1881 | 1886 | 1891 | 1896  |
| ---- | ---- | ---- | ---- | ---- | ---- | ---- | ---- | ----- |
| 720  | 704  | 741  | 681  | 686  | 822  | 858  | 848  | 1 002 |

| 1901  | 1906  | 1911  | 1921  | 1926  | 1931  | 1936  | 1946  | 1954  |
| ----- | ----- | ----- | ----- | ----- | ----- | ----- | ----- | ----- |
| 1 240 | 1 352 | 1 439 | 2 323 | 3 484 | 3 835 | 3 906 | 2 770 | 4 811 |

| 1962  | 1968  | 1975  | 1982  | 1990  | 1999  | 2004  | 2006  | 2009  |
| ----- | ----- | ----- | ----- | ----- | ----- | ----- | ----- | ----- |
| 5 316 | 5 485 | 5 598 | 5 309 | 4 940 | 5 220 | 5 179 | 5 188 | 5 439 |

| 2014  | 2019  | 2022  | - | - | - | - | - | - |
| ----- | ----- | ----- | - | - | - | - | - | - |
| 5 531 | 5 765 | 5 726 | - | - | - | - | - | - |

#### Pyramide des âges
En 2018, le taux de personnes d'un âge inférieur à 30 ans s'élève à 34,9 %, soit en dessous de la moyenne départementale (36,4 %). De même, le taux de personnes d'âge supérieur à 60 ans est de 25,1 % la même année, alors qu'il est de 26,0 % au niveau départemental.
En 2018, la commune comptait 2 730 hommes pour 2 963 femmes, soit un taux de 52,05 % de femmes, légèrement supérieur au taux départemental (51,49 %).
Les pyramides des âges de la commune et du département s'établissent comme suit.
| Hommes | Classe d’âge | Femmes |
| ------ | ------------ | ------ |
| 0,4    | 90 ou +      | 2,4    |
| 6,0    | 75-89 ans    | 8,7    |
| 15,4   | 60-74 ans    | 17,1   |
| 22,7   | 45-59 ans    | 23,2   |
| 16,5   | 30-44 ans    | 17,4   |
| 20,6   | 15-29 ans    | 16,1   |
| 18,4   | 0-14 ans     | 15,2   |

| Hommes | Classe d’âge | Femmes |
| ------ | ------------ | ------ |
| 0,6    | 90 ou +      | 1,8    |
| 6,7    | 75-89 ans    | 9,4    |
| 17,2   | 60-74 ans    | 18,1   |
| 19,8   | 45-59 ans    | 19,1   |
| 18,2   | 30-44 ans    | 17,5   |
| 19,4   | 15-29 ans    | 18     |
| 18,2   | 0-14 ans     | 16,2   |

#### Manifestations culturelles et festivités

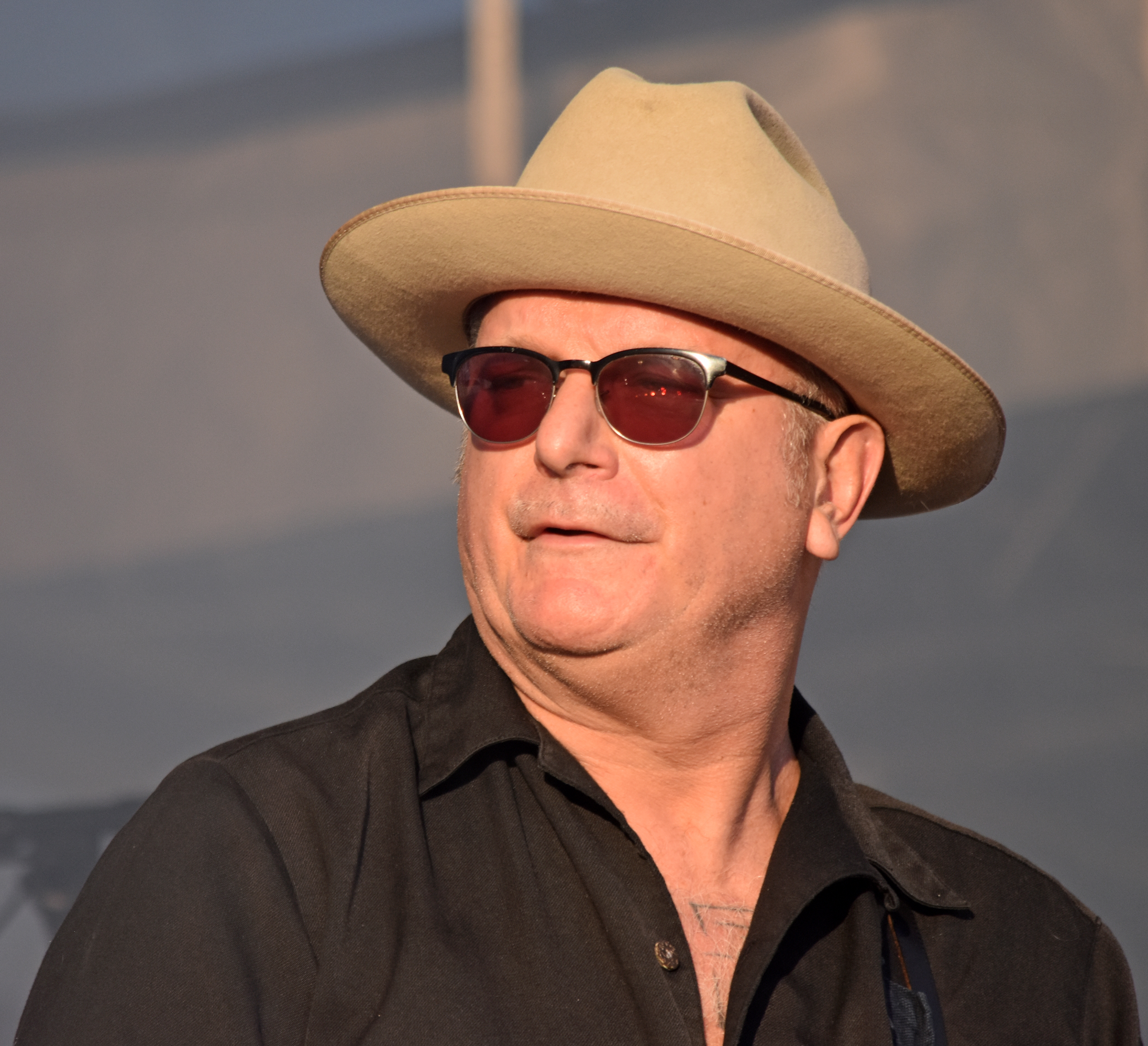
Sanseverino au Festival Pics'Arts du 13 septembre 2020.

- Festival Pics'Arts, a lieu tous les ans, en mai, et la cinquième édition a eu lieu les 12 et 13 septembre 2020 (reporté de mai à septembre due au COVID-19) et organisé par le Le Trait d'union Longueau/Glisy.
- Fête du rail, qui a lieu tous les trois ans, en octobre, et dont la quatrième édition a eu lieu les 5 et 6 octobre 2019[79].

- REAL II (Rencontres européennes artisanales de Longueau) qui furent organisées les 21 et 22 mai 2011[80].

### Sports et loisirs

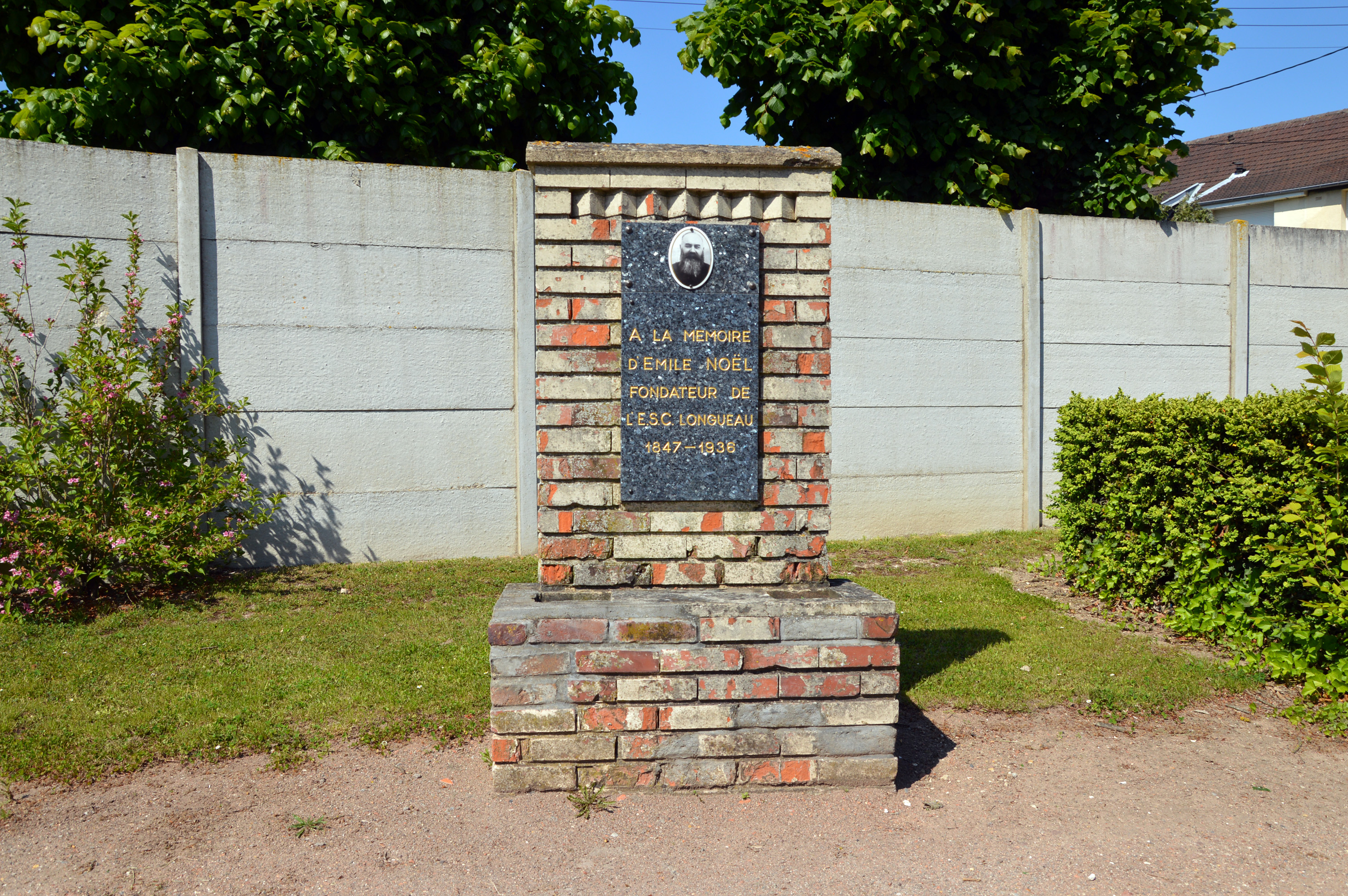
Stèle hommage Émile Noël installée dans le stade du même nom.

- Étoile sportive des cheminots de Longueau
En 1923, l'Étoile sportive des cheminots de Longueau (ESCL) est créée par un ingénieur en chef des ateliers de wagonnage de la Compagnie des chemins de fer du Nord, M. Émile Noël (1847-1936).
Ce club regroupe plusieurs disciplines :
  - le football : Longueau a atteint la division « Séniors Régional 1 » (équipe homme et femme) de la ligue des Hauts-de-France en 2019-2020, un 32e de finale Coupe de France 2018 perdu contre l'AS Vitré et une montée en Nationale 3 groupe Hauts-de-France pour la saison 2022-2023[81] ;
  - le basket-ball ; ESCLAMS BB qui évolue en Nationale Masculine 2 ;
  - la gymnastique ;
  - le tennis de table ;
  - le tennis ;
  - le Bike VTT ;
  - la pétanque.
- Associations culturelles 
  - Associations liées au chemin de fer :
    - A.M.A.L. (Association des Modélistes ferroviaires d'Amiens-Longueau) ;
    - A.R.P.D.O. (Association pour la Recherche et la Préservation de Documents et d'Objets anciens du chemin de fer en Picardie), Rotonde 80 ;
    - A.M.C.L. (Avenir Musical des Cheminots de Longueau). Fanfare musicale créée en 1904 sous le nom de « L'Avenir musical de Longueau » en 1929, elle prendra son nom actuel, entre-temps, en 1922, elle aura fusionné avec une association théâtrale et prendra le nom de « l'Avenir Musical et la Lyre des Cheminots Réunis ».

## Économie
Longueau est une ville dont l'activité a été depuis la seconde moitié du XIXe marquée par le chemin de fer. L'intensité du trafic voyageurs et marchandises a entraîné la construction d'infrastructures : gare de voyageurs, gare de triage, dépôt circulaire (rotonde), ateliers de réparation… qui aujourd'hui sont très largement délaissés excepté la gare de voyageurs.
L'activité ferroviaire a fortement décliné de fait de la désindustrialisation massive. C'est le commerce qui domine aujourd'hui l'économie local : grande surface et commerce de détail.
Les activités économiques de Longueau se situent désormais - en plus du commerce de détail dans la rue Principale - à la périphérie est de la ville au lieu-dit, la Croix de Fer, ou la ZAC de l'Arc où se sont installés hypermarché, grandes surfaces de matériels et matériaux de bricolage, jardinerie, magasins d'articles de sports, de meubles, hôtels, restaurants, électroménagers et succursales automobiles a qui constituent le pôle Jules-Verne.
Les services de santé (cabinets médicaux, pharmacies...), d'éducation (écoles maternelles, primaires et collège), d'aide à la personne, de la poste complètent ces activités.

## Culture locale et patrimoine

### Lieux et monuments

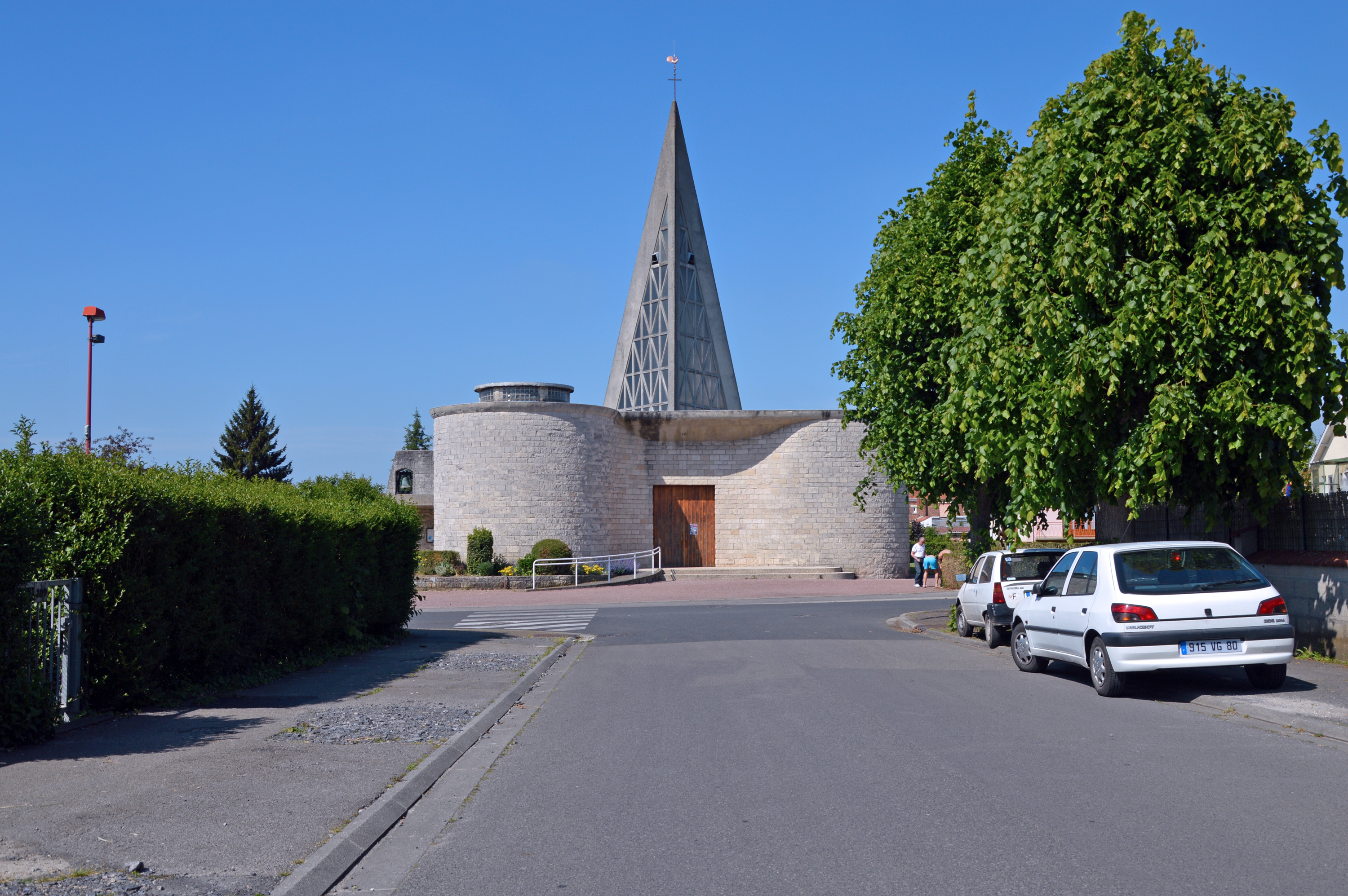
Église paroissiale Saint-Médard.

- L'église Saint-Médard[82] fut détruite dans les bombardements de la Seconde Guerre mondiale et reconstruite en 1962 par l'architecte Marcel Gogois.
Elle est bâtie en pierre de taille et béton sur un plan irrégulier. La façade est flanquée de deux tours rondes assez massives. Le chœur est surmonté d'une flèche en béton ajouré et vitré. Longueau dépend de la paroisse Saint-Domice[83],[84],[85]. inscription sur la base Mérimée Notice no IA80003404 (2005)

- Mairie, construite immédiatement après la Première Guerre mondiale.
- Cité-jardin du Château Tourtier : réalisée par l'architecte Raoul Dautry pendant l'entre-deux-guerres. L'escalier monumental, les aménagements paysagers, les façades et toitures de l'ancien foyer des agents de chemin de fer, les façades et toitures des maisons avec leur jardin, allée des Rosiers, allée des Aubépines, allée des Tilleuls, allée des Jardiniers, allée des Acacias sont protégés en tant que monument historique : inscription par arrêté du 11 juillet 2008[86].
- Rotonde du dépôt SNCF : la Rotonde no 1 en béton armé du dépôt de Longueau est inscrite à l'inventaire supplémentaire des monuments historiques. Construite par Bernard Lafaille de 1945 à 1948 pour la Compagnie du Nord à Longueau.

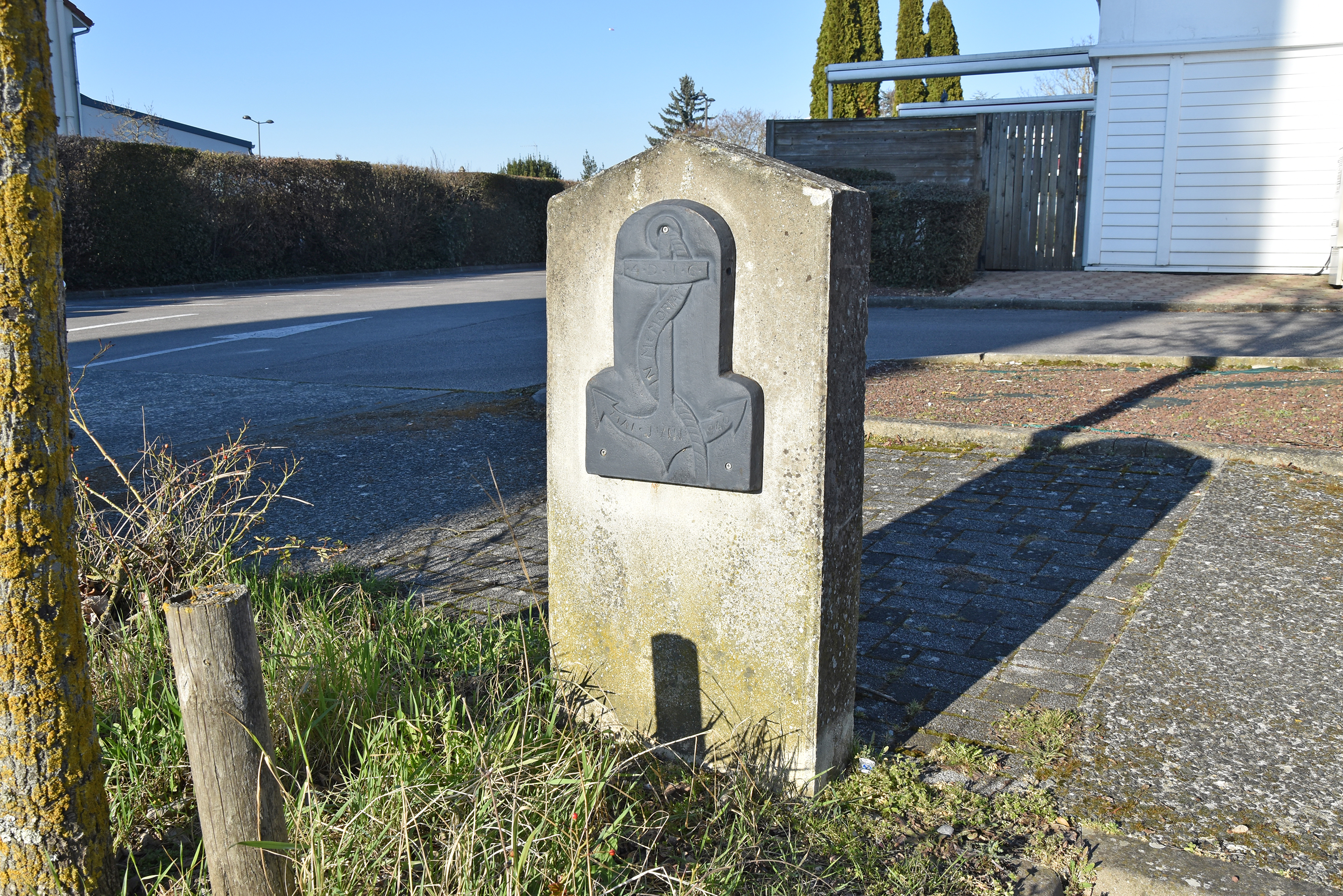
Stèle 4e D.I.C, Rue du bout du Phare du Monde

- 3 hauts-reliefs : femmes  Inscrit MH (2019)[87]. Les trois statues offertes en 1952 par le sculpteur André Augustin Sallé à sa commune de naissance, ces statues ornaient le fronton de l'ancienne salle de la Renaissance, salle détruite en janvier 2018, et ont subi quelques dommages et sont aujourd'hui en protection en vue d'une remise en état.
- Cimetière militaire britannique  (Longueau British Cemetery[88]), sur le côté de l'axe principal traversant la commune (avenue Henri-Barbusse), à l'angle de la rue des Alliés. Une haute croix blanche y est dressée, comme dans la plupart des cimetières du Commonwealth de la région.

- 2 stèles à la mémoire 4e D.I.C
  - Chaussée Jules Ferry, entre le pont de l'Avre et l'entrée du parc équipement de la SNCF.
  - Rue du Phare du bout du Monde, derrière le restaurant "Buffalo Grill"

- Trois tombes de combattants britanniques, dans le cimetière communal[89].
- Monument aux morts, en forme de pilier commémoratif[90].

- Croix du cimetière[91]

Patrimoine de Longueau
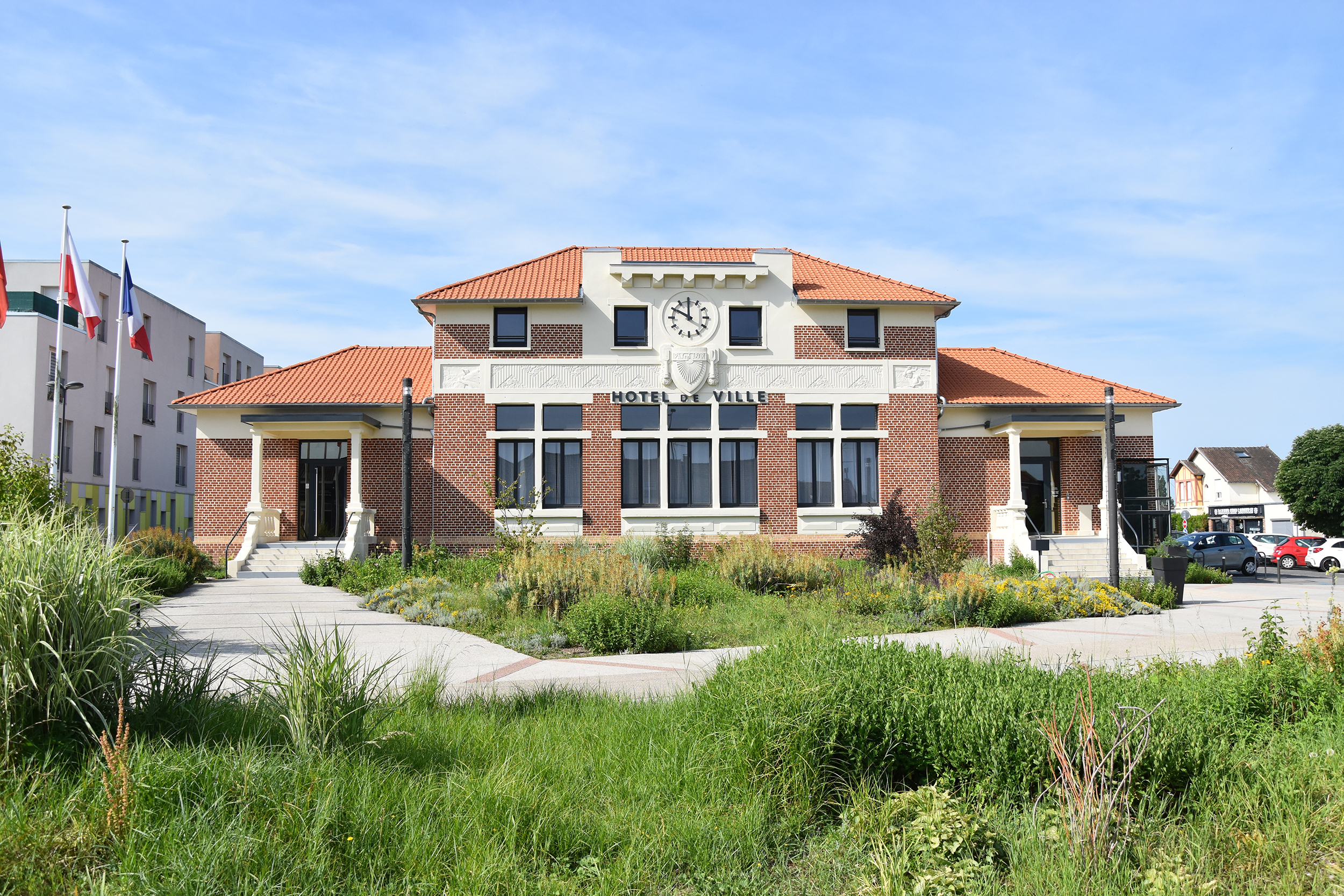
Hôtel de ville en 2025.
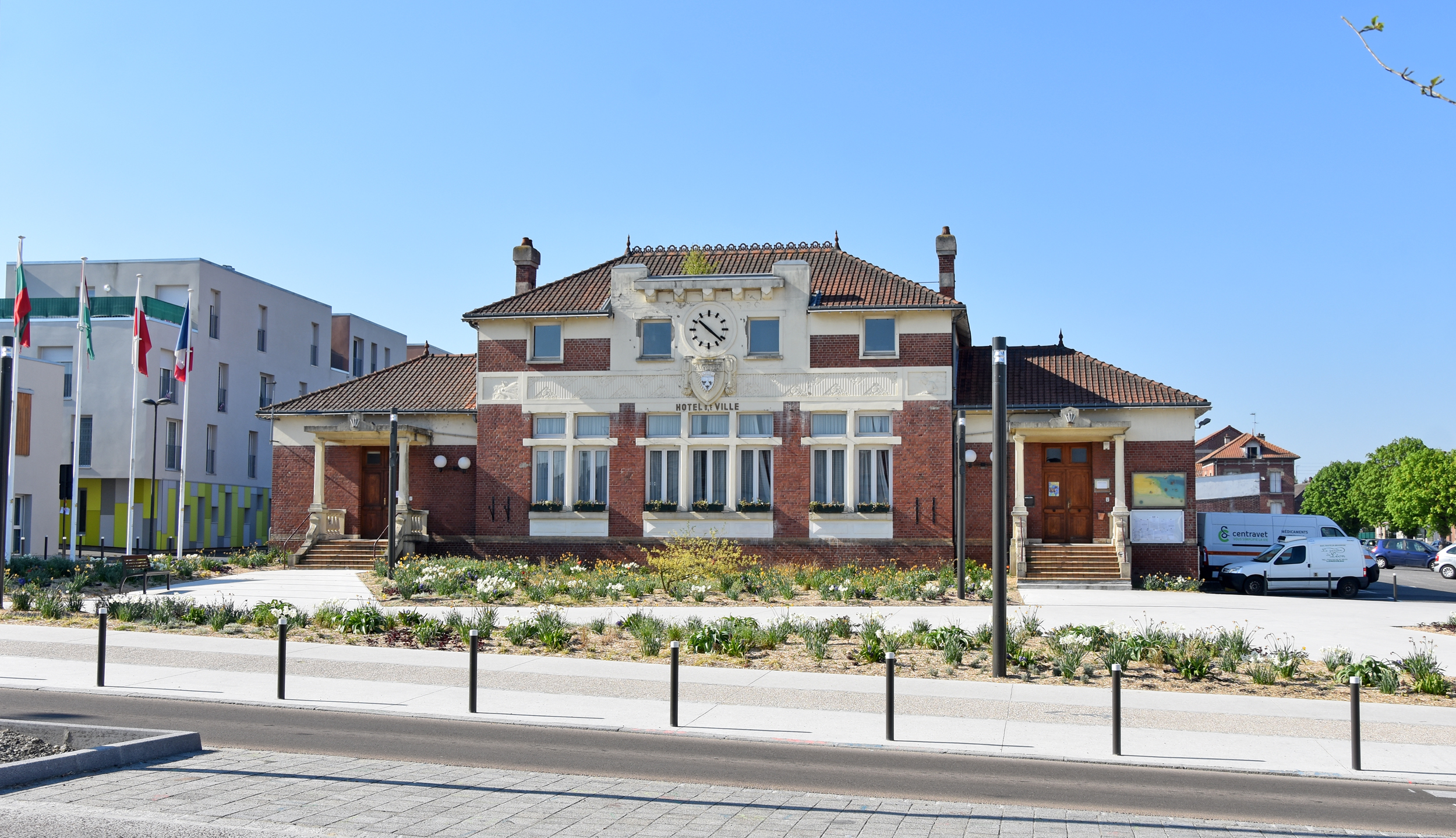
Hôtel de ville en 2019.
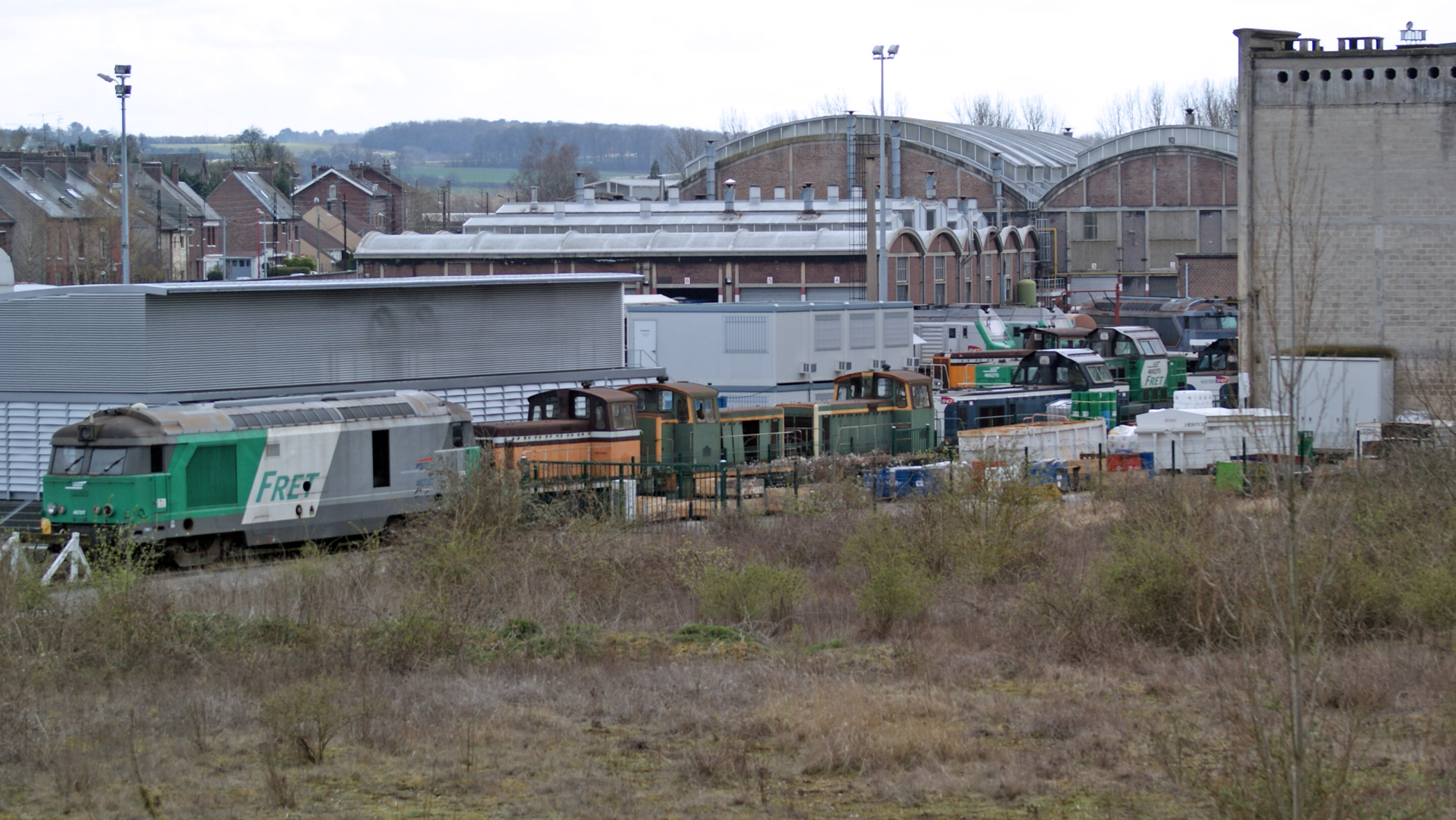
Dépôt SNCF vue depuis la RD 1029.
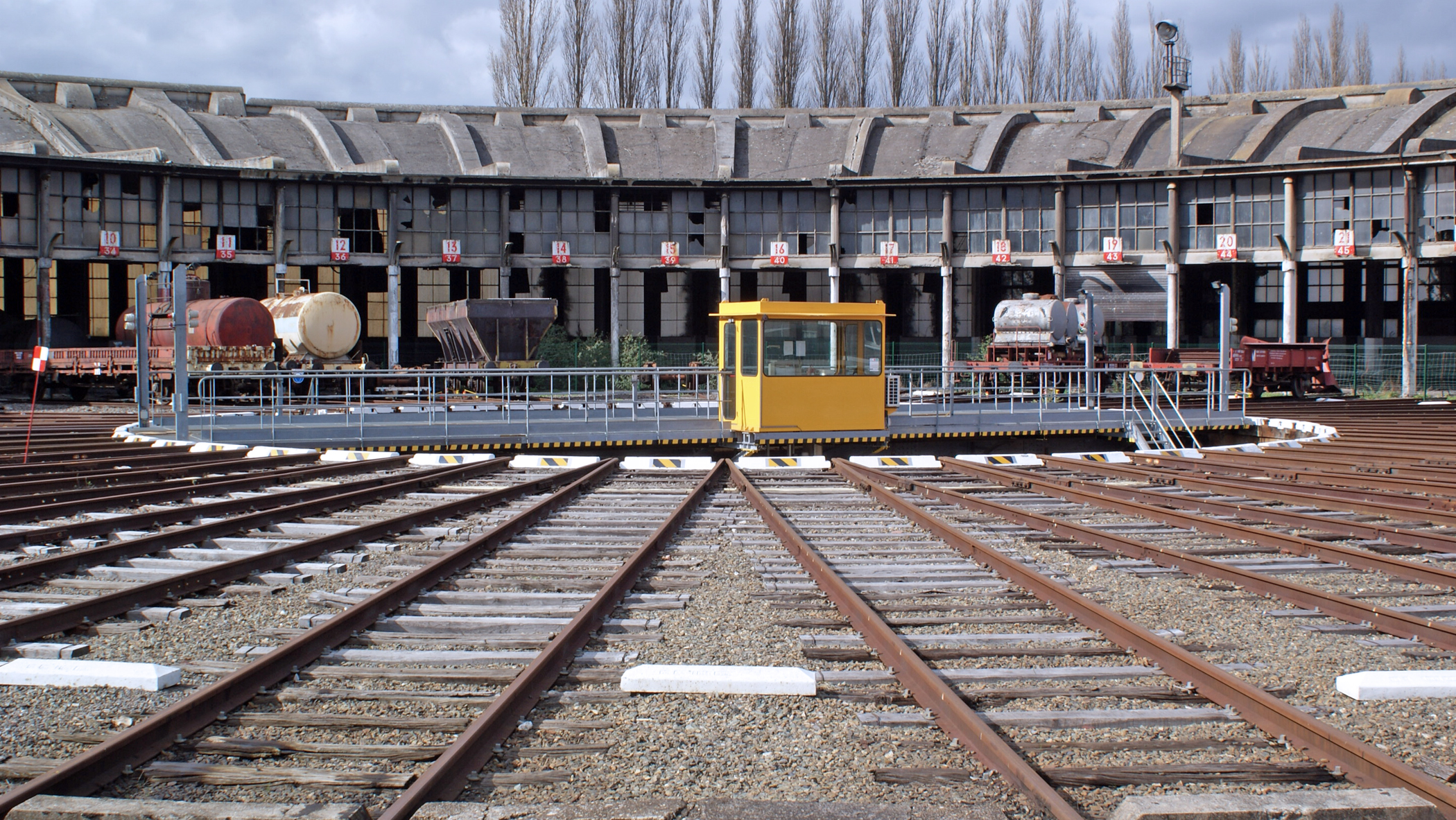
La rotonde et sa plaque tournante.
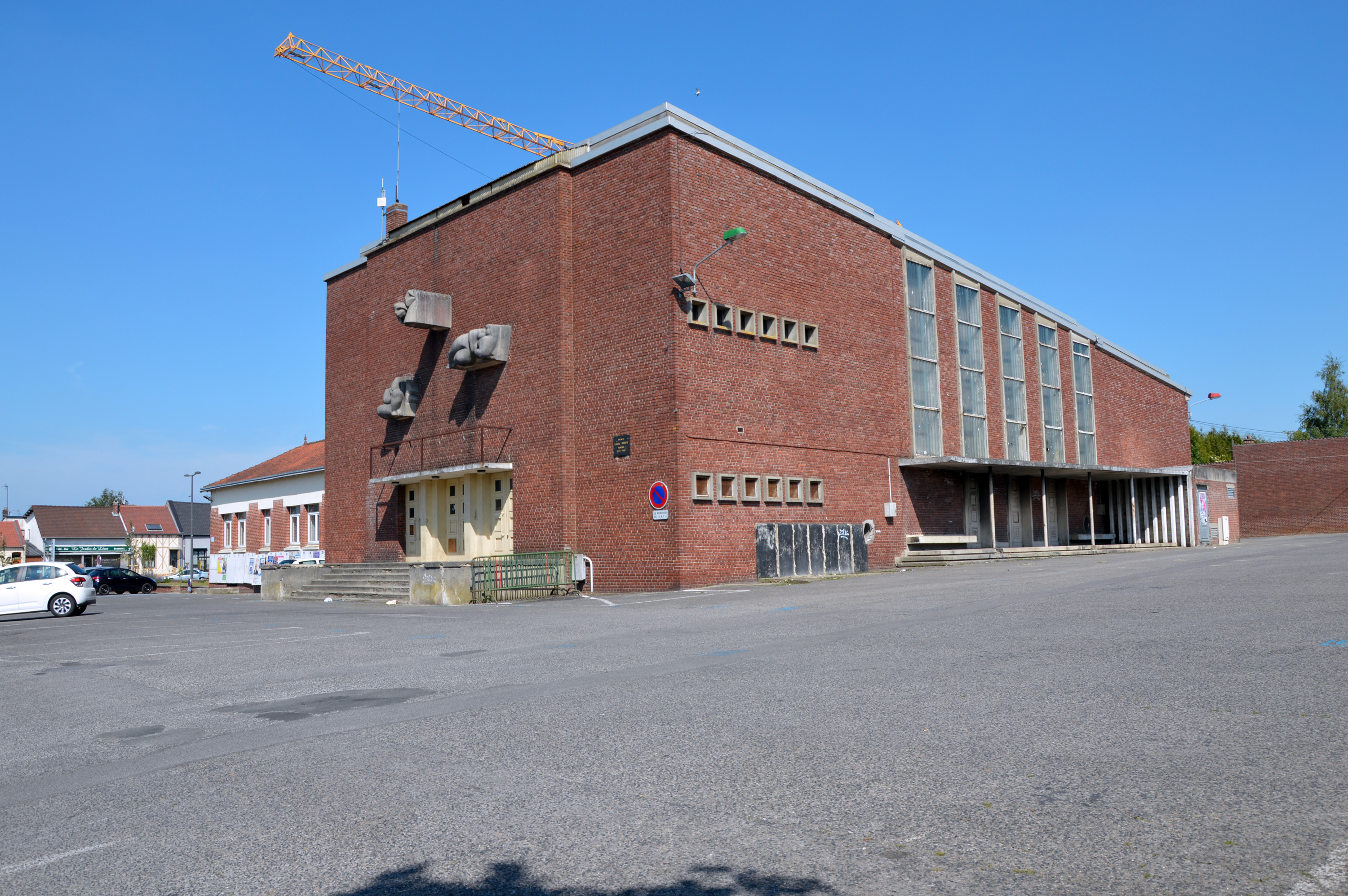
Salle La Renaissance (détruite janvier 2018).
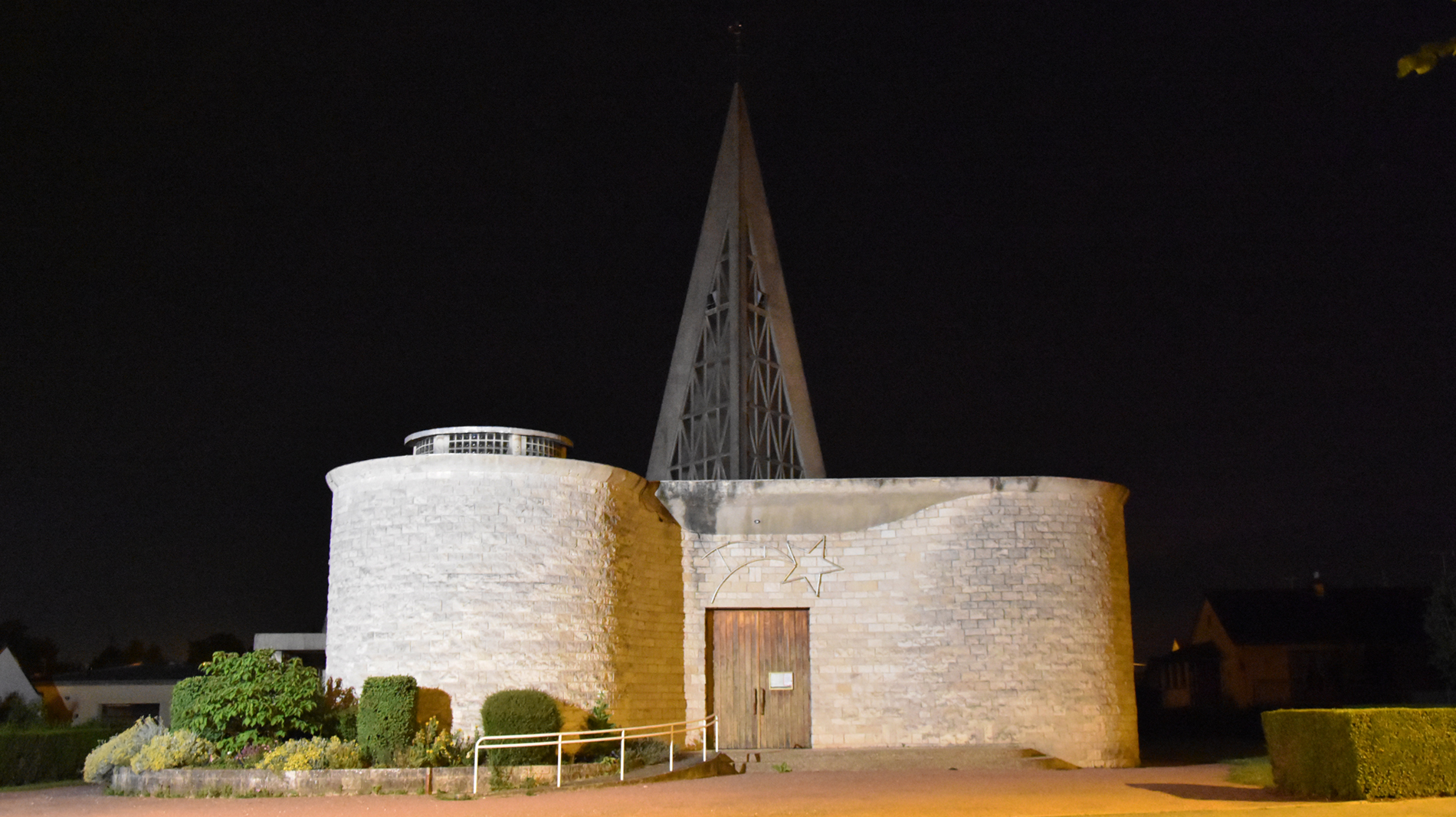
Église paroissiale Saint-Médard de nuit

### Personnalités liées à la commune
- Thomas Gogois (2000 -), athlète français spécialiste du triple saut, résidant dans la commune.
- Maxime Gremetz (1940 - ), ancien député de la Somme.
- Louis Prot (1889 - 1972), ancien maire et ancien député de la Somme.
- André Augustin Sallé (1891 - 1961), sculpteur animalier né à Longueau, prix de Rome en 1924.

### Héraldique
| Blason de Longueau | Blason  | D'argent aux trois aigles de sable, accompagnées en chef d'une étoile aussi de sable Ornements extérieursCroix de guerre 1914-1918 avec palme. Citation à l'ordre de l'armée du 4 novembre 1920 : « Courageuse cité située dans la zone des combats pendant la guerre, dont les habitants ont supporté sans faiblesse de fréquents bombardements, s'est signalée par une belle ténacité dans le succès de nos armées. » Croix de guerre 1939-1945 avec étoile d'argent. Citation à l'ordre de la division du 11 novembre 1948 : « Commune au cœur magnifique et au patriotisme exemplaire. Sur la ligne de feu, atteinte par l'ennemi le 20 mai 1940, a subi de lourds et violents bombardements. Occupée par l'ennemi, a subi de nouveaux bombardements aériens en 1943. En mars 1944, a subi des bombardements d'une violence telle qu'elle fut évacuée par ordre des autorités d'occupation. Vingt et un bombardements en trois jours, totalisant 1 470 bombes. Aux deux tiers détruite (471 immeubles complètement détruits dont sept bâtiments publics, école, poste, église, salle des fêtes, 1 132 immeubles partiellement détruits, dont plus de 200 très gravement endommagés). Toutes ses importantes installations ferroviaires, sauf la gare de voyageurs, complètement détruites, plus de réseau d'adduction d'eau potable utilisable, plus de réseau d'éclairage public et en particulier plus de communications téléphoniques. Cruellement frappée dans ses enfants : 84 tués, dont 68 par bombardements, 8 morts en déportation, 5 morts au Champ d'honneur, 3 fusillés, 66 autres blessés et 25 déportés. A supporté dignement ses pertes et ses souffrances. S'est remise courageusement et avec ardeur au travail et, par le patriotisme de ses fils cheminots, a rendu très promptement à la Nation, l'important nœud ferroviaire qui la traverse. ». |
| Blason de Longueau | Détails | Les armoiries de Longueau sont adoptées par le conseil municipal, le 8 janvier 1971, reprenant les principales dispositions du sceau de Pierre Caignet, prévôt de Longueau en 1405. |

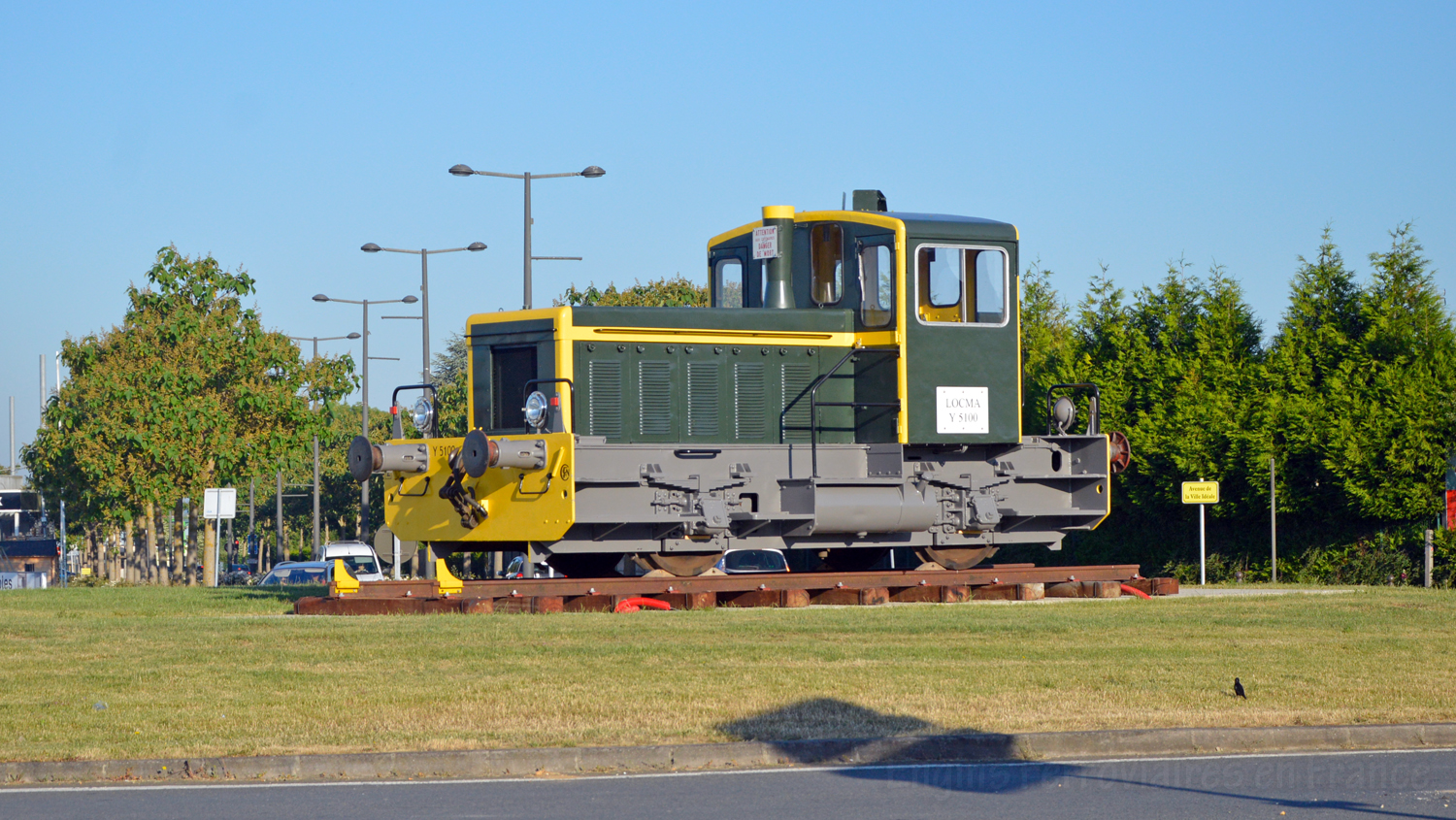
« Locma Y 5100 » sur le rond-point de la Paix.

La commune de Longueau est marraine de deux locomotives, une électrique et une thermique :
- la BB 22385 : le 26 avril 1986, à l'occasion des « 100 ans de Chemins de Fer en Picardie » (en 2013, le blason n'est plus sur la locomotive) ;
- la BB 75007 : le 14 novembre 2007, pour rappeler que la commune est intimement liée à celle du chemin de fer[95] (en 2013, depuis la mise en peinture grise et la location via Akiem, le blason n'est plus sur la locomotive).

Le locotracteur Y 5119 : orne le rond-point de la Paix, à proximité des magasins Leroy Merlin et Truffaut depuis le 19 juin 2017, il a été restauré par l'association ARPDO/Rotonde80. Ce locotracteur a pour but de rappeler le passé d'une ville cheminote.
Par ailleurs, le cargo charbonnier ship no 256, que la SNCF nomma Longueau, a pour port d'attache le Grand port maritime de Rouen. Le nom est une référence aux différents centres de triage (Achères, Longueau, Sotteville-lès-Rouen, Tergnier, Vaires, Vénissieux). Il a été construit au chantier naval de Burrard Dry Dock, à Vancouver, entre 1946 et 1947. La flotte des charbonniers fut vendue à la S.N.A. (Société nationale d'affrètement) en 1964.

## Pour approfondir